# Liste der Baudenkmäler in Jülich
Die Liste der Baudenkmäler in Jülich enthält die denkmalgeschützten Bauwerke auf dem Gebiet der Stadt Jülich im Kreis Düren in Nordrhein-Westfalen (Stand: September 2011). Diese Baudenkmäler sind in der Denkmalliste der Stadt Jülich eingetragen; Grundlage für die Aufnahme ist das Denkmalschutzgesetz Nordrhein-Westfalen (DSchG NRW).

| Bild                                                              | Bezeichnung                                                       | Lage                                                  | Beschreibung | Bauzeit         | Eingetragen seit | Denkmal- nummer |
| ----------------------------------------------------------------- | ----------------------------------------------------------------- | ----------------------------------------------------- | --- | --------------- | ---------------- | --------------- |
| Sechs Bildstöcke                                                  | Sechs Bildstöcke                                                  | Barmen An der Heide Karte                             | Zwischen den Stadtteilen Barmen und Koslar befindet sich ein Stationsweg mit sechs Bildstöcken am Kirchgracht und Merzbach. Es handelt sich um sechs der sieben Bildstöcke des Stationsweges zu Ehren der sieben Schmerzen Mariens. (der 7. gehört zur Pfarrkirche von Barmen). 1. Simeon sagt Maria ein Leidensschwert vorher 2. Die Flucht nach Ägypten 3. Maria sucht das göttliche Kind 4. Jesus nimmt Abschied von seiner Mutter 5. Jesus begegnet, mit dem Kreuz beladen seiner Mutter. 6. Maria sieht ihren Sohn am Kreuze hängen und sterben. Sie wurden von der Baronin Margareta von Loe (Haus Overbach) zur Abwendung der Pestgefahr Ende des 16. Jahrhunderts gestiftet. Die heutige Bausubstanz ist meist aus dem 18. Jahrhundert. Die Stationen haben folgende Gemeinsamkeiten a) Sie sind polygonale Zentralbauten in Türmchenform. b) Sie stehen unter einem großen alten Baum (Linde oder Ulme), der aus christlicher Tradition zum Bildstock gehört. c) Es handelt sich um einfache, weiß getünchte Baukörper mit Bildnische und einem eternitverschieferten (ursprünglich Naturschiefer) Dach. d) Die Nischen enthalten vom Aachener Künstler Prof. Benno Wert gestaltete Reliefs, welche die ursprünglichen Holzbildstöcke bzw. die späteren Steinplatten (Anfang 19. Jahrhundert) ersetzen und den Themen der Station entsprechen. Die Stationen unterscheiden sich wie folgt: 1. Station Ecke Kirchgrad und Pfarrer-Außem-Straße: sechsseitiger Grundriss; Backstein, verputzt; rechteckige Nische mit Holzrahmung; geschweifter Helm über profiliertem Gesims. 2. Station am Merzbach: quadratischer Grundriss; Bruchstein, geschlämmt, an der Frontseite schmale rechteckige Türöffnung; spitzer Helm. 3. Station hinter dem Sportplatz: sechseckiger Grundriss mit halbrundem Abschluss; Backstein, dick verputzt; rechteckige Nische mit Holzrahmung; spitze Haube. 4. Station nahe der Flur Brühlsbenden: sechseckiger Grundriss mit halbrundem Abschluss; Backstein, dick verputzt; rechteckige Nische mit Holzrahmung; spitze Haube. 5. Station nahe der Flur An der Heide: rechteckiger Grundriss mit halbrundem Abschluss; Backstein, verputzt; rechteckige Nische mit Holzrahmung; Zeltdach. 6. Station bei Koslar, nahe Flur An der Heide (Im Wäldchen): sechseckiger Grundriss mit halbrundem Abschluss; Backstein, dick verputzt; rechteckige Nische mit Holzrahmung; spitze Haube. Der Stationsweg ist bedeutend für die Geschichte des Menschen im Sinne des § 2 (1) des Denkmalschutzgesetzes (DSchG), und zwar sowohl von zeit- als auch von heimatgeschichtlicher Bedeutung. Die ruhige, im Schutz von Bäumen gelegenen Gebetsstätten veranschaulichen tradierte Volksfrömmigkeit sowie Prozessionsbrauchtum. Sie sind auch Symbol für die örtliche Bedeutung der seit 1655 in Barmen eingeführten Marienbruderschaft, die den Stationsweg regelmäßig für ihre Prozession nutzte. | E. 16. Jh.      | 03.09.1986       | 23b             |
| Sechs Bildstöcke                                                  | Sechs Bildstöcke                                                  | Barmen An der Heide (250 m weiter als 23c) Karte      | wie 23 b | E. 16. Jh.      | 03.09.1986       | 23d             |
| Sechs Bildstöcke                                                  | Sechs Bildstöcke                                                  | Barmen An der Heide am Ende Karte                     | wie 23 b | E. 16. Jh.      | 03.09.1986       | 23c             |
| Sechs Bildstöcke                                                  | Sechs Bildstöcke                                                  | Barmen Auf der Heide Wäldchen Karte                   | wie 23 b | E. 16. Jh.      | 03.09.1986       | 23e             |
| Sechs Bildstöcke                                                  | Sechs Bildstöcke                                                  | Barmen Gansweid / Kirchstraße Karte                   | wie 23 b | E. 16. Jh.      | 03.09.1986       | 23              |
| Wasserpumpe                                                       | Wasserpumpe                                                       | Barmen Jägerstraße 6 Karte                            | 19. Jh.; Wasserpumpe mit gusseisernem Schaft in Form einer toskanischen Säule, Handgriff in Form einer Rosette. | 19. Jh.         | 25.07.1985       | 8               |
| Sechs Bildstöcke                                                  | Sechs Bildstöcke                                                  | Barmen Kirchgracht Richtung Sportplatz Karte          | wie 23 b | E. 16. Jh.      | 03.09.1986       | 23a             |
| ehem. Hofgut „Eschenhof“                                          | ehem. Hofgut „Eschenhof“                                          | Barmen Kirchstraße 12 Karte                           | Das ehemalige Wohnhaus (einschl. Innentreppe) des Hofgutes Eschenhof, gelegen im Hof des Hauses Jülich, Kirchstraße 12, stammt aus dem 17. und 18. Jahrhundert, möglicherweise anstelle der ehemaligen Burg Barmen. Wiederaufbau und Veränderungen im 20. Jahrhundert. Es handelt sich um Reste einer sehr großen und stattlichen Hofanlage. Das Wohnhaus ist zweigeschossig, aus Backstein, giebelständig zu zwei Achsen, große Fensteröffnungen mit Blausteingewänden und stichbogigen Sturz mit Keilstein in den beiden ersten Geschossen, darüber Drempelgeschoss mit kleineren Fensteröffnungen, in den oberen Geschossen des Giebels Gewände aus Zement; im Giebel Datierung 1949; Schweifgiebel; Traufseite zum Hof zu drei Achsen mit erkennbaren zugesetzten älteren Fenstern, Eingang in der 1. Achse von rechts mit großen Oberlicht und Blausteingewänden; Fortführung des Baukörpers an der Rückseite um weitere zwei Achsen in niedrigerer Geschosshöhe und ohne geschweiften Giebel; der rückwärtig gelegene Giebel ist zementverputzt, ohne großer Zierrat. In das neu erbaute Wohnhaus ist der alte Torbogen aus Blaustein mit diamentiertem Keil- und Wappenstein eingebaut. | 17.–18. Jh.     | 03.09.1985       | 11              |
| weitere Bilder                                                    | Pfarrhaus                                                         | Barmen Kirchstraße 4 Karte                            | Das Pfarrhaus stammt aus der ersten Hälfte des 19. Jahrhunderts. Es handelt sich um ein gut proportioniertes, zweigeschossiges Backsteinwohnhaus, giebelständig zu drei Achsen; Eingang in der Mitte der dreiachsigen Traufseite zur Kirche hin gelegen. Die Gewände der Tür und die Sohlbänke der Fenster sind aus Blaustein. Es sind Sprossenfenster mit Schlagläden eingesetzt. Das Haus hat ein Krüppelwalmdach. Das Pfarrhaus in Barmen einschließlich der Innenmauer der Hofanlage (ohne die neu erbaute Hofgarage) ist bedeutend für die Geschichte des Menschen, erhaltenswert aus wissenschaftlichen, besonders architektur- und ortsgeschichtlichen sowie städtebaulichen Gründen. | 1. H. 19. Jh    | 31.07.1985       | 10              |
| weitere Bilder                                                    | Kath. Pfarrkirche St. Martinus                                    | Barmen Kirchstraße 6 Karte                            | Die Kath. Pfarrkirche in Barmen stammt aus dem 12. bis 16. Jahrhundert. Sie ist dem Heiligen Bischof Martinus von Tours (Kreuz 397) geweiht. Es handelt sich um eine dreischiffige spätgotische Hallenkirche mit niedrigen Seitenschiffen und mit einem spätgotischen Langhaus zu drei Jochen aus Ziegelmauerwerk mit Kreuzrippengewölben; ein Vorchorjoch mit 3/8-Schluss. Der romanische Westturm aus Bruchstein mit Eckverquaderung; die vier Geschosse sind gegeneinander scharf eingerückt. Im Erdgeschoss ein großes rundbogiges Portal mit eingestellten schlanken Säulchen mit Würfelkapitell, im dritten Obergeschoss Blendbogengliederung, im vierten Geschoss enge Blendbogengliederung mit zwei dazwischen gestellten Schallarkaden; Pyramidendach; Langhaus aus Backstein mit schlichten Strebepfeilern und spitzbogigen Fenstern, nur teilweise mit Maßwerk; Chor aus Bruchstein und Mauerwerk; sehr reiche Ausstattung: Flandrischer geschnitzter Hochaltar mit bemalten Seitenflügeln (um 1520); große Triumphkreuzgruppe über geschnitztem Balken mit Reliefbildern der 12 Aposteln von 1545; Kanzel und Gestühl in barocken Formen (Gestühl ist jedoch nicht denkmalwert); im Inneren der Kirche und an den Außenwänden zahlreiche Grabplatten des 17. bis 19. Jahrhunderts; am Turm großes Missionskreuz von 1856; zugehöriger Kirchhof mit aufgestelltem Blausteingrabkreuzen des 17. und 18. Jahrhunderts sowie Grabmal des 19. Jahrhunderts; Umfassungsmauer mit Backsteintürmchen mit spitzbogiger Nische und Zeltfelddach, (7. der sogenannten Heidehäuschen), vor der Kirche romanischer Taufstein. Das Taufbecken in der Kirche ist wahrscheinlich aus dem 18. Jahrhundert. Als Ausstattungsstück ist ebenfalls noch der Marienaltar mit einer später ersetzten Madonna aufgenommen. Die künstlerischen Gründe beziehen sich u. a. auf die Architektur der Kirche sowie der kunstvollen Art der Ausstattungsstücke. Wissenschaftliche Gründe liegen z. B. darin, den kunst-, religions- und geistesgeschichtlichen Prozess dieses Bauwerks wissenschaftlicher Forschung zugänglich zu halten. Ortsgeschichtliche und städtebauliche Gründe sind in der Funktion der Kirche als eine der Mittelpunkte des Ortes Barmen und ihrem ortsbildprägenden Charakter zu sehen. Folgende historische Ausstattungsstücke bilden mit der Kath. Pfarrkirche eine Einheit im Sinne von § 2 (1) und (1) DSchG: - a) Flandrischer geschnitzter Hochaltar (um 1520) - b) Große Triumphkreuzgruppe mit geschnitztem Balken mit Reliefbildern der 12 Apostel. - c) Kanzel in barocker Form - d) Grabplatten im Innern und an den Außenwänden der Kirche - e) Großes Missionskreuz von 1856 - f) Taufbecken in der Kirche (wahrscheinlich 18. Jahrhundert) - g) Marienaltar mit später ersetzter Madonna - h) Vor der Kirche romanischer Taufstein. | 12.–16. Jh.     | 15.11.1991       | 66              |
| Hofanlage                                                         | Hofanlage                                                         | Barmen Kirchstraße 8 Karte                            | In der ersten Hälfte des 19. Jahrhunderts wurde das Gebäude Kirchstraße 8, Barmen, erbaut. Es handelt sich um einen kleinen Backsteinhof, Wohnhaus zweigeschossig. Der Eingang ist mit Blausteingewänden und neuer Tür zur Giebelseite gestaltet. Das Haus hat teilweise originale Sprossenfenster und ein Krüppelwalmdach. | 17. Jh.         | 29.07.1985       | 9               |
| Bildstock                                                         | Bildstock                                                         | Barmen Lankenstraße 20 / Steinstraße Karte            | Es handelt sich um einen Bildstock mit spitzbogiger Nische um 1900. Die Mensa mit Pieta ist farbig gefasst, davor befindet sich ein schmiedeeisernes Gitter. | um 1900         | 15.07.1993       | 69              |
| Wegekreuz                                                         | Wegekreuz                                                         | Barmen Lankenstraße zwischen 51 und 53 Karte          | Im Jahre 1875 wurde das Wegekreuz, gestiftet von dem Barmener Bürger Franz Frey, an der Lankenstraße, Ecke Steinweg in Barmen errichtet. Aus verkehrstechnischen Gründen erhielt das Hochkreuz dann 1971 beim Ausbau der Dorfstraße seinen heutigen Platz. Das Denkmal hat eine Gesamthöhe von 2,97 m und ist geprägt durch einen dreigeteilten Aufbau mit ungeteilter Sockelzone samt Inschrift. Der Mittelteil ist durch eine Figurennische charakterisiert, auf der ein einfaches Kreuz mit einem Korpus aus Metall aufgesetzt ist. Das Wegekreuz ist bedeutend für die Geschichte des Menschen, für die Erhaltung und Nutzung liegen wissenschaftliche, volkskundliche oder städtebauliche Gründe vor. Das Wegekreuz ist bedeutend für die Geschichte, weil es eine bestimmte Absicht ausdrückt. Die Inschrift im unteren Teil des Schaftes dokumentiert die Auffassung der Bevölkerung der Gemeinde Barmen und ist Gegenstand des Volksglaubens. Das Wegekreuz ist aus wissenschaftlichen Gründen schützenswert, weil es für die Forschungstätigkeit und Theologie von Bedeutung ist. Künstlerische Gründe liegen vor, da das Wegekreuz als Anlage des Symbolgehalts (siehe Inschrift) geschaffen worden ist. Es dient der Gottesverehrung und wurde früher als Segensstation bei Sakramentsprozessionen (z. B. Fronleichnam) genutzt. Die Inschrift lautet: O’ Wanderer sieh’ wie Jesus für dich stirbt, durch seinen Tod dein Heil erwirbt! | 1875            | 18.06.1991       | 62              |
| Spritzenhaus                                                      | Spritzenhaus                                                      | Barmen Lindenplatz Karte                              | Das ehemalige Spritzenhaus in Barmen wurde 1823 als langgestrecktes, eingeschossiges Bauwerk aus Feldbrandsteinen mit ziegelgedecktem Walmdach am Lindenplatz in Barmen erbaut. Nach 1945 wurde der hintere Walm durch einen Giebel ersetzt. Im Zuge der Renovierungsarbeiten im Jahre 1985 wurde das Spritzenhaus mit einem neuen Dach und einem hellen Außenanstrich versehen. Bauliche Veränderungen an den Außenmauern wurden nicht vorgenommen. Ein über dem Türsturz eingebauter Inschriftbalken, der das Erbauerjahr erkennen lässt, an der Außenmauer angebrachte originale Feuerleiterhaken sowie die zur Belichtung des Innenraumes in den Seitenwänden eingebrachten Mauerschlitze lassen den Schluss zu, dass das Spritzenhaus weitestgehend in seinem Ursprungszustand erhalten geblieben ist. Das Spritzenhaus ist bedeutend für die Geschichte des Menschen, für die Erhaltung und Nutzung liegen vor allem wissenschaftliche, ortsgeschichtliche, volkskundliche oder städtebauliche Gründe vor. Das Spritzenhaus ermöglicht Rückschlüsse auf die Einrichtung des organisierten Feuerschutzes vor rund 165 Jahren und hat ferner Bedeutung für die Elektrifizierung des Ortes. Ferner ist noch erwähnenswert, dass das Spritzenhaus früher auch als Dorfgefängnis diente. Solche Gebäude gab es damals zwar in vielen Orten, heute ist in der näheren Umgebung jedoch kein einziges mehr bekannt. Auch in seinem heutigen Zustand kann das Spritzenhaus einen Eindruck davon vermitteln, wie man mit z. B. Landstreichern oder anderen Randgruppen umzugehen pflegte, und spiegelt somit das ehemalige Sozialbewusstsein wider. Außerdem dokumentiert es in typischer Weise das Brauchtum dieser Zeit (soziale Aufgaben der Dorfgemeinschaft). Somit liegen volkskundliche Gründe für eine Unterschutzstellung vor. Der oben angesprochene Seltenheitswert und die im Laufe der Zeit stark differierende Nutzung des Gebäudes lassen es als bedeutend im Zusammenhang mit der ortsgeschichtlichen und volkskundlichen Entwicklung und Nutzung durch die Einwohner in Barmen erscheinen. Das Spritzenhaus trägt entscheidend zur Prägung des Erscheinungsbildes des Lindenplatzes bei und ist demnach für den Platz, aber auch für den ganzen Ort, von Bedeutung. | 1823            | 20.06.1991       | 63              |
| weitere Bilder                                                    | Herrenhaus von Haus Overbach                                      | Barmen Oversbacher Weg Karte                          | Haus Overbach war eine Festung mit Wall und Graben, starken Mauern und wuchtigen Türmen, in deren Schutz ein mächtiges Herrenhaus stand. 1792 verwandelt Baron von Overschie diese Festung durch Bau eines gewöhnlichen Herrenhauses und durch Anlage eines großzügigen Parks in ein kleines „Sanssouci“. Vom ehemaligen zweiteiligen Wasserschloss ist nur noch das Herrenhaus erhalten. Die Vorburg wurde nach Kriegszerstörungen vollständig modern erneuert (Schul- und Wirtschaftsbauten, Torhaus und Kirche). Erhalten ist außerdem der wassergefüllte Nord- und Ostgraben. Der Zwischengraben ist verschwunden. Charakteristische Merkmale des Denkmals Herrenhaus – Aus Backstein auf rechteckigem Grundriss zweigeschossig, auf hohem Sockel (Keller)-geschoss mit kleinen Öffnungen; große Sprossenfenster und Portale mit Stichbögen und Buntsandsteingewänden. Hofseitig – Eingangsfassade: sechsachsig, profiliertes Portalgewände mit Pilastern; erneuerte Freitreppe; kleiner Halbrundturm in der Nordwand (Latrine); Mansarddach mit Krüppelwalm, Schopf und Zwerggiebel mit dem Wappen der Overschie an den Längsseiten, Dachstuhl 1957 erneuert, Hängekonstruktion. Vorbau – gelegen an der Westseite des Herrenhauses (halbe Breite) an der Stelle eines mittelalterlichen Eckturms; aus Backstein; zweigeschossig auf hohem Kellergeschoss; Mansarddach mit Krüppelwalm, Giebel im Dachgeschoss aus Fachwerk, Erdgeschoss zwei Schießscharten, Obergeschoss zwei Schießscharten, zwei Sprossenfenster. Historischer Innenausbau – Tonnengewölbte Kellerräume des 15. Jahrhunderts; Haustreppe vom Erdgeschoss zum Obergeschoss (um 1800); Wendeltreppe vom Keller zum Dachgeschoss im Vorbau (früher Aufgang der Dienstboten), viele Holzstufen 1918 erneuert; Zugang im Erdgeschoss mit Blausteingewänden. | 1792            | 02.07.1986       | 20              |
| weitere Bilder                                                    | Schloss Kellenberg                                                | Barmen Schloß Kellenberg Karte                        | Die Schlossanlage besteht aus einer Hauptburg mit Herrenhaus, die vollständig mit einem Wassergraben umgeben ist, und einer Vorburg mit Wirtschaftsgebäuden, deren Wassergraben auch bis auf den zugeschütteten Nordgraben erhalten ist. Datierung der wesentlichen Bauphasen - mittelalterl. Gründung/Wohnturm - 15.–16. Jh. Ausbau zu einer klassischen spätgotischen 4-flügeligen Kastellanlage mit Vorburg - 17. Jh. Erneuerungen nach Zerstörung - 18. Jh. Umbau zum Barockschloss (Ausbau d. Wehrgänge zu Wohnräumen und der Vorburg zu Wirtschaftsbauten) - 19. Jh. weitere umbauten und Erweiterungen am Herrenhaus (insbesondere Umbau des Wohnturms zur Kapelle und nördl. Vergrößerung des Mittelbaus 1838) und an der Vorburg (südl. Scheune) Nordflügel: - Kapelle, ehem. spätgotischer Wohnturm von 3 Geschossen mit Eck-Erkern und Walmdach, im mittleren Geschoss spitzbogige Maßwerkfenster des 19. Jh. (analog zum Kapellenumbau mit neuen Kreuzgratgewölben gleicher Zeit), zum Innenhof vermauertes Rundbogenportal Westflügel: - Wohnhaus, 2-geschossig zu acht Achsen mit runden Ecktürmen von drei Geschossen und vortretendem Torturm von fünf Geschossen - Das Wohnhaus ist im 18. Jh. auf älteren Fundamenten erbaut. Die Außenmauern sind teilweise, die Ecktürme ganz spätgotisch. Fenster mit Blausteingewänden und geradem Sturz, Mansarddach, Rundtürme mit barocken Hauben und Laternen. - Der Torturm besteht in der unteren Hälfte aus Bruchsteinmauerwerk, vorgelegten Backsteinpilastern 18. Jh., Korbbogendurchfahrt; die beiden letzten Geschosse mit Spitzbogenblenden 1830, Haube mit 8-eckiger Laterne barock. - Die Hofseite des Westflügels (Mittelbau) wurde 1838 vorgezogen. Sie weist einfache Fenster mit Blaustein-Sohlbänken, sowie einen Risalit um die Durchfahrtachse mit Pilastern und geschweiftem Giebel auf Südflügel: - zu fünf Achsen mit vorgelegtem Balkon im Erdgeschoss, Mansarddach. Ruinöse Rundtürme - im Osten der Herrenhausinsel, die Teil der ursprünglichen geschlossenen Kastellanlage auf der Insel waren. Vorburg - 3-flügelige Anlage von Wirtschaftsgebäuden mit Torhaus und einem östlichen Eckturm und Außenmauern stammen noch aus dem 15./16. Jh. - nördliche Scheune 1718 (in Maueranker) - Torhaus 3-geschossig, korbbogige Durchfahrt, daneben ein quergeteiltes Fenster, Schießscharten, sonstige Öffnungen verändert, Walmdach. - Eckturm mit spitzem Pyramidendach nach Kriegszerstörung erneuert. - Hofseite mit weitgehend erneuerten Öffnungen. - Historischer Innenausbau und Ausstattungsstücke - Innenausbau des Wohnhauses 18./19. Jh., teilweise nach Kriegsbeschädigung modernisiert, Halle und Barocktreppe 1838 eingebaut. Umfeld des Denkmals Als unverzichtbarer Teil des Denkmals ist ein bestimmter Freiraum um die Gebäude zu betrachten. Dazu gehören - die Wassergräben - die Parkanlagen - Die Baumallee der Zufahrt (Flur 4, Flurstück 15 und Flur 12, Flurstück 214, 325) Bei den zugehörigen Bauten handelt es sich um: - das ruinöse Gartenhaus im Park (östl.)., datiert 1818, auf quadrat. Grundriss, Fachwerk ausgemauert, Walmdach. | 15.–16. Jh.     | 11.11.1987       | 45              |
| Antonius Kapelle                                                  | Antonius Kapelle                                                  | Barmen Schloß Kellenberg Karte                        | Das Heiligenhäuschen, auch Antoniuskapelle genannt, ist ein Backsteinbau auf quadratischem Grundriss mit Putzgliederung. Dieser Bau besteht aus einem Sockel, Mittelteil mit spitzbogiger Nische und dachartigem Abschluss. Die Nische ist mit einem originalen schmiedeeisernem Gitter versehen. Die Gips-Statue des heiligen Antonius ist nicht mehr vorhanden. Am Sockel befindet sich das Allianz-Wappen der Familie Hoensbroech-Frentz mit der Datierung 1900. Dachabschluss mit seitlichen Zinnen und Bekrönung durch ein gusseisernes Kreuz. | 19. Jh.         | 11.11.1987       | 47              |
| weitere Bilder                                                    | Kellenberger Mühle                                                | Barmen Schloß Kellenberg (120 m von Kapelle) Karte    | Die Kellenberger Mühle ist eine ehemalige Frucht- und Kornmühle aus dem 17./18. Jahrhundert. Sie bildet mit dem Wohnhaus und der Scheune der Mühle eine Winkelanlage. Wohnhaus: - 17. / 18. Jh.; zweigeschossig aus Backstein, geschlämmt; Satteldach, zum Bach hin (Stirnseite) abgewalmt; an der Stirnseite kleiner Schutzbau des 19. Jh. mit Wasserrad; zur Scheune hin zweigeschossige Erweiterung des 19. Jh. - Stirnseite mit 2 kleinen Holzstockfenstern; - Hofseite im linken Teil mit Fenstern des 19. Jh., stichbogiger Sturz; im rechten Teil ein kleines Holzstockfenster im Obergeschoss, im Untergeschoss erneuertes breites Fenster; Tür des 19. Jh.; Maueranker ...84 (vermutlich aus dem 18. Jh.) - Wasserpumpe - Außenseite (zur Wiese hin) mit kleinem Holzstockfenster links im Obergeschoss - Innenwände teilweise Fachwerk, ausgemauert. Scheune 19. Jh., Backstein; Tordurchfahrt außen zugemauert Historischer Innenausbau und Ausstattungsstücke - Mühleneinrichtung des 19. Jh. vollständig erhalten, Mahlwerk 1906 erneuert. Zugehörige Anlage - Hölzernes unterschlächtiges Wasserrad, und Stauwehr des Baches, beides ca. 1946 erneuert. | 17.–18. Jh.     | 11.11.1987       | 46              |
| weitere Bilder                                                    | Burg Bourheim                                                     | Bourheim Bourheimer Burg 4 Karte                      | Es handelt sich um eine ehemalige Wasserburg. Von ins Mittelalter zurückgehenden, auf einen mottenähnlichen Hügel gebauten Wohnturm bzw. Herrenhaus ist noch ein ruinöses Kellergeschoss erhalten sowie die zugehörige teilweise versumpfte Grabenanlage. Die Grabenanlage ist von hoher Mauer umgeben. Eine große, dreiflügelige Backsteinvorburg, überwiegend aus dem 18. Jahrhundert mit älterem Kern, lagert sich axial dem Herrenhaus vor. Eine Erdbrücke verbindet die Herrenhausinsel mit der Vorburgebene. Die Vorburggräben sind eingeebnet. An das Wohnhaus der Vorburg ist rückwärtig ein weiterer Wirtschaftshof mit einer Remise und einem ruinösen Nebengebäude angegliedert. Ehemaliges Herrenhaus (15./16. Jahrhundert): - Ruinöses Kellergeschoss aus zweischaligem Bruchsteinmauerwerk auf annähernd quadratischem Grundriss. Einige Gewölbereste sind verblieben. 1840 wurde die Ruine als Schutzmaßnahme teilweise mit Randstein ummantelt. Vorburg (16. bis 18. Jahrhundert) - Dreiflügelig aus Backstein mit Buntsandsteingewänden, Zieranker, Satteldächer. - Wohnhaus - 16./17. Jahrhundert auf t-förmigem Grundriss, zweigeschossig, Klappläden der Fenster größtenteils erhalten. - Vorderflügel: Schmale quergeteilte Originalfenster (16./17. Jahrhundert) mit Buntsandsteingewänden, im unteren Teil mit Falz, im oberen mit abgesetztem Wulst (Kriegsschäden ausgebessert). Neuer Eingang in Hausmitte, rechts davon der alte vermauerte Eingang mit Oberlicht. - Rückwärtige Doppelflügel mit parallelen Satteldächern: Im Obergeschoss quergeteilte Originalfenster im Untergeschoss Fenster mit Blausteingewänden des 19. Jahrhunderts Wirtschaftsgebäude - 18. Jahrhundert, nach Clemen sollen die Wirtschaftsgebäude 1703 umgeändert worden sein. Äußerlich weitgehend unverändert, nur wenige neue Öffnungen zur Hofseite. - Ehemalige Scheune mit rundbogiger Toreinfahrt - Ehemalige Stallungen - Ehemalige Stallungen mit korbbogiger Tordurchfahrt und Spuren zugemauerter Torbogen. - Torbau. Nach Clemen soll der Torbau um 1600 entstanden sein. Nach Kriegszerstörung wurde er ca. 1955 instand gesetzt. Der Torbau ist breitgelagert mit korbbogiger Durchfahrt, außen bossiertes Blausteinportal mit Sims und übergiebeltem Allianzwappen von 1706. Die äußeren Fenster sind verändert, zum Hof hin sind im Obergeschoss quergeteilte Originalfenster. Im Untergeschoss sind hofseitig neben der Durchfahrt zwei korbbogige Remisen-Einfahrten. Hoffläche - Originale Kieselpflasterung Wirtschaftshof hinter dem Wohnhaus - 18. Fahrhundert oder älter. - Ehemalige Remise mit zwei rundbogigen Einfahrten - Brunnenschacht aus Backstein - Umfassungsmauer des Hofes Zugehörige Anlagen - Grabenanlage um die ehemalige Hauptburg - Mauern an der Grabenanlage | 15.,16.,18. Jh. | 15.10.1986       | 30              |
| weitere Bilder                                                    | Pfarrkirche Hl. M. Martyrer                                       | Bourheim St. Maurisstraße 3 Karte                     | Bei der Pfarrkirche von Bourheim handelt es sich um eine kleine barocke Saalkirche mit eingezogenem 5-seitigem Chor von 1776, deren eingezogener quadratischer Westturm zu vier Geschossen noch von einer romanischen Vorgängerkirche stammt (um 1200). Der Turm wurde nach Kriegszerstörung mit alten Steinen verändert wieder aufgebaut. Charakteristische Merkmale des Baudenkmals Westturm (um 1200): - Aus Backstein mit Eckquaderung aus verschiedenen Materialien, vier jeweils abgesetzte verjüngte Geschosse. Die unteren beiden Absätze haben noch originale Vermauerungen und Öffnungen mit abgeschrägten Laibungen, die beiden oberen weisen regelmäßig, mit den alten Steinen neu vermauertes Mauerwerk und Öffnungen mit geraden Laibungen auf. Pyramidendach. Langhaus und Chor (durch Maueranker datiert 1776): - Außenseite des Langhauses durch jeweils drei hohe Rundbogenfenster mit Maßwerk gegliedert. Kleiner südlicher Sakristeianbau lt. Clemen aus dem 19. Jahrhundert mit barocker Tür von Chorraum zur Sakristei. Die Außentür am Vorbau der Sakristei ist eine genagelte Bohlentür. Blausteintreppe zum Außeneingang des Chorraums. Sockelbereich von Chor und Sakristei aus Bruchsteinmauerwerk. - Dacheindeckung: Alle Dächer sind verschiefert (Restaurierung 1979): | 1776            | 07.10.1986       | 26              |
| Pfarrkirche Hl. M. Martyrer Histor. Ausstattung                   | Pfarrkirche Hl. M. Martyrer Histor. Ausstattung                   | Bourheim St. Maurisstraße 3 Karte                     | Folgende historische Ausstattungsstücke bilden mit der Kirche eine Einheit im Sinne von § 2 (2) Satz 3 DSchG: - a) barocker Hochaltar - b) 2 Seitenaltäre (Anfang 18. Jahrhundert) mit Reliquienschreinen; links mit neuer Figur, rechts mit altem Ölgemälde des heiligen Rochus - c) barockes Chorgestühl - d) barocke Kanzel in Birnenform (18. Jahrhundert) - e) 2 Ölgemälde im Chorraum (18. Jahrhundert); rechts Christus am Kreuz (lt. Clemen aus dem 17. Jahrhundert), links Verspottung Jesu. - f) Taufstein in Muschelform mit Inschrift „Fons Vitae 1804“ Folgende Bauteile sind nach § 2 (2) Satz 1 DSchG dem Denkmal zugehörige Anlagen: a) Grabplatte aus Blaustein mit abgelaufener lateinischer Inschrift (1778), am Eingangsvorbau des Turmes eingemauert. b) Grabkreuze (vorwiegend des 19.Jh.) und Gefallenendenkmal (1914 bis 1918) vor dem Eingang der Kirch | 1776            | 25.07.1990       | 26a             |
| weitere Bilder                                                    | Wasserburg Linzenich                                              | Bourheim Wasserburg Linzenich Karte                   | Es handelt sich um eine zweiteilige Wasserburg mit weitläufigem Grabensystem. Die Burganlage umfasst eine vierflügelige Vorburg sowie ein ursprünglich freistehendes Gartenhaus innerhalb der Vorburggräben. Das ehemalige Herrenhaus liegt auf eigener Insel an der Nord-Ost-Ecke der Vorburg. Die Gräben sind im südöstlichen Bereich nach dem Zweiten Weltkrieg verfüllt worden. Die übrigen Gräben sind seit den 1960er Jahren trocken. Die gesamte Burganlage wurde im Zweiten Weltkrieg weitgehend zerstört. Die Vorburg wurde teilweise wieder aufgebaut. Als denkmalwerte Bestandteile davon sind heute noch ein Wirtschaftstrakt von Anfang des 18. Jh. (12), das heutige Wohnhaus von 1905 (1) mit älteren Wirtschaftsgebäuden (2, 4, 18) ein ehemaliges Gartenhaus von 1738 (8) sowie die Außenmauern (6) der ruinösen Wirtschaftsgebäude anzusehen. Das barocke Herrenhaus mit mittelalterlichem Wohnturmkern ist als zweigeschossige Ruine verblieben. Zum Denkmal zugehörig ist ein nordwestlich bis nordöstlich der Burganlage gelegener umfangreicher, verwilderten Landschaftspark mit Gnadenkapelle (20) sowie Toranlagen. Eine Zufahrtsallee mit altem Baumbestand verbindet nach Süd-West hin mit der Antoniuskapelle (22) von Anfang des 17. Jahrhunderts. Außerhalb der Vorburg neben der Zufahrtsallee befindet sich weiter, dreiflügelig angelegte Wirtschaftsgebäude, sie sind jedoch ohne Denkmalwert (Datierung in Mauerankern 1853) Charakteristische Merkmale des Baudenkmals a) Herrenhaus-Ruine Um 1500 mit älterem Kern, Umbau 1752, zweigeschossiger Backsteinbau von sieben Achsen, Eingang in der Mittelachse mit Freitreppe und Oberlicht, drei Mittelachsen als Risalit. Im Haus und an der Nord-West-Seite als Vorbau erkennbar der alte Kern eines mittelalterlichen Wohnturmes: teilweise als Bruchstein, Erweiterung in Backstein mit Haustein-Eckquadern – Bogenfries z. T. noch erhalten -. Neu-Renaissance-Erker (Ende 19. Jh.) im Winkel. Keller mit Backsteintonnengewölbe. b) Vierflügelige Vorburg 17. bis Anfang 20. Jh., z. T. auf älteren Resten; aus Backstein Wohnhaus mit Brücke 1905 (in Mauerankern) auf altem Unterbau nach Brand aufgebaut. Eckturm, Walmdach. Überbaute Tordurchfahrt von ca. Mitte 19.Jh. Die Brücke wurde als Zufahrt zum um 1905 entstandenen separaten Pächterhof erbaut. Wirtschaftsgebäude Anfang 18. Jh. auf älterem Unterbau, teilweise mit Aufbauten von 1905 (nach Brand). Barockes Gartenhaus 1738 (in Mauerankern datiert) auf älterem Unterbau, ursprünglich freistehend, zweigeschossig, Walmdach. Wirtschaftsgebäude Ehemalige Stallungen bzw. Scheune Anfang 18. Jh. auf älterem Unterbau Staffelgiebel mit geschweiften Formen zum Herrenhaus hin, Satteldach (teilweise provisorisch mit Pultdach gedeckt), an der äußeren Gebäudeecke kleines Erkertürmchen mit spitzer Haube; Strebepfeiler im Graben, Sockelbereich im Graben teilweise in Bruchstein. Zum Hof hin zwei korbbogige Toreinfahrten. Außenmauern aller ruinösen Vorburgbauten Grabenmauern und Brücke zum Herrenhaus c) Antoniuskapelle Anfang 17. Jh. anstelle einer baufällig gewordenen Kapelle con 1351 erstellt, 1880 umgebaut, 1973 restauriert. Saalbau aus Bachsteinbau mit dreiseitigem Abschluss, verschiefertes Dach, sechseckiger Dachreiter in Holzkonstruktion. Dreipassfenster, zugemauerter ehemaliger Eingang an der Nord-Ost-Seite, Kreuzrippengewölbe von 1880, Strebepfeiler des 19. Jh., Frontfassade erneuert (anstelle des früheren neugotischen Staffelgiebels). - Eingemauerte Steinplatten an der Eingangsfront: 1. Mit dem Schwarzbergische Wappen, Inschrift und Datierung (1606. 1646) 2. Mit dem Allianzwappen von Mylius und Raitz von Frentz- - Innen eine in die Kapellenwand eingemauerte Grabplatte in barocken Foren. - Steinaltar, mit Holzplatte vergrößert. Die historischen Ausstattungsstücke, wie der hölzerne Altar von Peter Gummersbach mit Marienfigur (1652), die Figuren der Pestheiligen „Heiliger Antonius“ und „Heiliger Sebastian“ sowie einige Totentafeln sind im Haus Linzenich untergebracht. d) Zugehörige Anlagen - Landschaftspark Mit Blausteintorpfeilern aus der Jülicher Befestigungsanlage (ca. 1880 hier errichtet), polygonale Gedenkkapelle von 1918. - Zufahrtsallee des 19. Jh. - Grabenanlagen | um 1500         | 23.04.1992       | 67              |
| Wegekreuz                                                         | Wegekreuz                                                         | Bourheim westl. Ortsrand (im Feld) Karte              | Es handelt sich um ein (lateinisches) Wegekreuz am westlichen Ortsrand von Bourheim. Es ist ca. 3 m hoch und besteht aus drei Teilen 1. Zweistufiger Sockel, wurde 1929, weil stark beschädigt, in Beton erneuert (nicht denkmalwert) 2. Kreuzpfeiler aus Blaustein von 1774 und einen modernen Kreuzesschaft, Beschädigung 1929 in Beton ausgebessert. 3. Kreuz aus Blaustein von 1744, ca. 1,50 m hoch, verziert, in der Kreuzachse flachreliefiertes Korpus „Christi“ aus einem Steinblock hergestellt, darüber Inschrift „INRI“ Auf der Rückseite des lateinischen Kreuzes steht folgender Text mit Datierung: ZUR EHREN GOTTES HABEN SEZEN LASEN DIESE CREUZ DIE WOHLEDLE JUGEND SAMBT DEREN WOHLTHATEREN VON BAURHEIM AO: 1744 DEN 5 9BIS Es wurde 1744 von der Jugend, wie die Inschrift besagt, an der Bourheimer Linde errichtet. Es stand an dem Schnittpunkt zweier Wege, Pattern bei Aldenhoven nach Koslar und Bourheim nach Aldenhoven. Das Kreuz diente damals dem ziehenden Wanderer als Gebetsstätte und Wegweiser bei verschneiten Wegen. Es hat wahrscheinlich auch bei Feld- bzw. Bittprozessionen gedient und dort wurde dann den Gläubigen der Segen erteilt. Bei der Zusammenlegung der Grundstücke 1929 wurden die Wege verlegt, das Kreuz wurde ca. 1 km näher nach Bourheim versetzt. | 1744            | 09.10.1986       | 28              |
| Hofanlage                                                         | Hofanlage                                                         | Broich Alte Dorfstraße 71 Karte                       | Bei der Hofanlage handelt es sich um eine Vierseithofanlage, durch Anker datiert von 1782, im Volksmund auch Gut Reiherhof genannt. Sie ist von ortsgeschichtlicher Bedeutung, wenn man die Ausdehnung und das Erscheinungsbild berücksichtigt. Das Wohnhaus enthält Reste eines älteren Vorgängers. Die Gesamtanlage repräsentiert in ihrem Grundriss den Mustertyp einer fränkischen Hofanlage. Zum denkmalwerten Bestand gehören das Wohnhaus und das unmittelbar anschließende Stallgebäude, das Torhaus und der Wirtschaftstrakt zwischen Torhaus und Wohnhaus. Von den übrigen, die Hofanlage bestimmenden Wirtschaftsgebäuden, sind nur noch die zur Straße bzw. zum freien Feld hin wirksamen Außenwände denkmalwert. Das zweigeschossige Haupthaus ist mit seiner Giebelseite zur Straße hin orientiert, von zwei Fensterachsen bestimmt und einem Schweifgiebel gekrönt. Die Fassade ist durch Werksteine harmonisch gegliedert und gibt ihren Gestaltungselemente die Formensprache und den Baustil des späten Barocks wieder. In den Wirtschaftsgebäuden finden sich schlichtere aber stilgleiche Gestaltungselemente, die belegen, dass die Anlage um 1782 in einer Bauphase entstand | 1782            | 07.03.1995       | 72              |
| weitere Bilder                                                    | Kath. Pfarrkirche St. Philippus und Jakobus                       | Broich Alte Dorfstraße 76 Karte                       | Die kleine Saalkirche aus Backstein hat ein langgestrecktes Hauptschiff mit einfachen Rundbogenfenstern, einen eingezogenen vorgelagerten Westturm, dessen dreigeschossiger Schaft eine achtseitige Schieferbank mit Laterne besitzt, sowie einen anschließenden Chor mit 3/8-Schluss und mit Sakristei. Der Saalbau ist 16,80 m lang und 8,80 m breit. Im Zweiten Weltkrieg wurden Teile der 1781 erbauten Kirche erheblich zerstört. Vom Turm blieb ein Teil des Untergeschosses, vom Langhaus nur die Südwand und der Chor erhalten. Im Wesentlichen wurde die Kirche nach dem Bauzustand des Jahres 1781 wiedererrichtet. In der erhalten gebliebenen Südwand befindet sich noch ein altes Portal, eingefasst von Blausteingewänden Charakteristische Merkmale des Baudenkmals Langhaus und Chor Je vier Rundbogenfenster: Tonnengewölbe Innenausbau vollständig modern; südlich noch ein altes Portal mit Blausteineinfassung; eternitgedecktes Dach Turm: Dreigeschossig; Durchgang aus der Nachkriegszeit im Erdgeschoss; Rundbogenfenster im 1. Obergeschoss, kleine rundbogige Schallarkaden im Glockengeschoss; geschieferte achtseitige Zwiebelhaube mit Laterne. Datierung im Keilstein des Durchgangs im Turmuntergeschoss 1781 Sakristei: Eingang vom Chor mit massiver Eichentür, Kölner Decke Gemäß § 2 (2) Satz 3 DSchG sind historische Ausstattungsstücke wie Baudenkmäler zu behandeln, sofern sie mit dem Baudenkmal eine Einheit bilden. Folgende historische Ausstattungsstücke bilden mit der kath. Pfarrkirche eine Einheit. - a) Taufstein aus Blaustein - b) Zwei halbrunde Weihwasserbecken aus Marmor - c) Figur „St. Sebastian“ auf Sockel - d) Figur „Sankt Appolonia“ | vor 1781        | 19.06.1990       | 56              |
| weitere Bilder                                                    | Haus Broich                                                       | Broich Mühlenend 2 (Mühlenweg 2) Karte                | Es handelt sich um eine zweiteilige Wasserburg mit einem einflügeligen Herrenhaus auf eigener Insel und einer ehemals dreiflügeligen Vorburg, wovon nach dem Krieg nur 1 ½ Flügel als Ruine erhalten sind. Das Herrenhaus ist von einem Wassergraben umgeben, die übrigen Gräben sind verfüllt. Die ganze Anlage ist durch eine hohe Gartenmauer eingegrenzt, außerhalb derer der äußere Graben verlief. Zur Anlage gehört ein angelegter Park, ein ehemals französischer Garten (18. Jahrhundert; heute Obstgarten), eine Scheune mit ehemaligem Backhaus (Anfang 19. Jahrhundert), ein kleiner Teepavillon auf einer Ecke der Gartenmauer, sowie zwei Backstein-Torpfeiler gegenüber der Einfahrt zu Haus Broich. Zugehörige Anlagen 1. Park und Gartenanlage innerhalb der Backstein-Gartenmauer zum großen Teil englischer Park, kleiner Teil französischer angelegter Garten aus dem 18. Jahrhundert. 2. Backstein-Gartenmauer 3. Graben um das Herrenhaus mit Backstein-Futtermauern 4. Teepavillon mit Blausteintreppe Parzelle 78. 5. Zwei Backsteintorpfeiler mit Blausteinbekronungen und Blausteinprellsteinen gegenüber der Einfahrt zu Haus Broich (Feldzufuhr), Flur 13, Parzelle 13, Historischer Innenausbau 1. Tonnengewölbter Keller 2. Schlichte Barocktreppe 3. Pfettendach mit zweifach stehendem Stuhl Torpfeiler Gegenüber der Einfahrt zu Haus Broich sind zwei viereckige Torpfeiler aus Backstein mit Blausteinbekrönung, viereckig und sechseckig mit einer Kugel. An beiden Torpfeilern jeweils ein Prellstein aus Blaustein. | 1700            | 01.09.1986       | 22              |
| Kapelle                                                           | Kapelle                                                           | Daubenrath Kasterstraße zwischen 38 und 39 Karte      | Es handelt sich um eine kleine Kapelle von 1886 aus Backstein auf beinahe quadratischem Grundriss mit halbrund geschlossenem Chor; zwei kleine spitzbogige Fenster mit bunter verbleiter Verglasung; spitzbogiger Eingang mit neuer Tür an der Frontseite, darüber gelbes Backstein-Kreuz eingemauert; backsteinernes Traufgesims; verschiefertes Satteldach mit sechsseitigem, offenem Dachreiter mit Metallkreuz auf der Spitze. | 19. Jh.         | 13.01.1987       | 36              |
| Gutshof Amtmannshof                                               | Gutshof Amtmannshof                                               | Güsten Am Amtmannshof 7-9 Karte                       | Der Amtmannshof in Jülich Güsten, am Amtmannshof 7 und 9, erfüllt die Voraussetzung eines Baudenkmals nach § 2 (1) und (2) DSchG. Es handelt sich um eine 4-flügelige stattliche Gutshofanlage, deren Anlage bis auf einen kleineren Abstellschuppen aus dem 19. Jh. datiert. Die Anlage hat zwei verputzte Wohnhäuser sowie ehemalige Stallungen, heute Arbeiterwohnungen, eine Torausfahrt, beide der Straße zugewandt. Die Anlage wird ergänzt durch eine ehemalige Scheune sowie eine Gartenmauer seitlich der Anlage. Rückwärtig abgeschlossen wird der Gutshof durch ehemalige Stallgebäude. Zur Gesamtanlage gehört ein Gartenhäuschen, welches sich südlich der Stallungen befindet. Ehemalige Stallungen (EG) Lagerraum für Getreide (OG) - Backsteinbau mit Backsteingliederungen der Fassade, 1950 zu Arbeiterwohnungen ausgebaut, neuer Eingang, neue Fensteröffnungen mit Ganzglas-Kunststofffenster von 1978/80. - Ganz rechts ist eine ehemalige Toreinfahrt zu sehen, die 1961 zugemauert wurde. - Eindeckungen mit schwarzen Frankfurter Pfannen in den letzten Jahren. Tordurchfahrt - Ziegelkappengewölbe. Der datierte Kalkstein ist noch vorhanden (1881) aus Sandstein, bis auf einige Einschusslöcher aus der Kriegszeit ist das Gebäude weitgehend renoviert/verfugt. Ehemalige Scheune - Backstein, giebelständig, im Krieg ausgebombt, danach mit einer neuen, inneren Holzlagekonstruktion wiederaufgebaut (die Außenmauern durften nicht mehr belastet werden). - Eindeckung mit rötlichen Tonziegeln aus der Nachkriegszeit, am Scheunengiebel abgetreppte, giebelförmige Backsteinornamentik. - Der angebaute Lagerraum für Kartoffeln ist nicht denkmalwert. Gartenmauer parallel zur pappelbestandenen Allee - Der Garten ist Teil der Gesamtanlage. Sie wurde aus alten Steinen wieder aufgebaut und sollte denkmalrechtlich Bastandschutz erhalten (Teil der ehemaligen Scheune). Wohnhaus Nr. 9 - Das Wohnhaus Nr. 9 wurde in der 1. Hälfte des 19. Jh. erbaut. Es hat eine klassizistische Form mit Putzquaderung und horizontaler Gliederung der Fassade. Es ist zweigeschossig, traufenständig mit 6. Achsen, Eingang in der 4. Achse von links mit Wappenstein (Entsprechend dem des Pfarrhofes) und alte Tür. - Am Dachrand befindet sich ein Zahnschnittfries - Alle Fenster sind neu eingesetzt, isolierverglast und mit einteiligem Drehkippfenster in Kunststoff ausgestattet. In Erdgeschoss weisen die Fenster senkrechte Eisenstäbe auf, die in der Gegend „TRALGEN“ genannt wurden. In diesem Wohnhaus war früher ein Kloster untergebracht. - Die Schmalseite des Hauses ist 8-achsig. Im Obergeschoss befinden sich mehrere senkrechte Risse. Wohnhaus Nr. 7 - Dieses Wohnhaus ist ebenfalls verputzt mit einfacher Fassadengliederung und jugendstilornamentig, fast ähnlich dem späteren Art déco (Lisenen); von Dachrand bis Oberkante der EG-Fenster kein Zahnschnittfries. - Das Haus ist gegliedert zu 4 Achsen, Eingang in der 2. Achse von rechts. Ehemaliges Stallgebäude - Es handelt sich um einen Backsteinbau, giebelständig, mit Krüppelwalmdach. Die Dacheindeckungen ist vorne mit schwarzen Tonziegeln erfolgt. Ansonsten ist dieses Stallgebäude neu eingedeckt. Gartenhäuschen - im zugehörigen Garten befindet sich ein Fachwerkturm (in der Mitte der verputzten Gartenmauer), der noch mit Holzziegeln gedeckt ist. Grate mit Schiefer abgedeckt. | 1881            | 26.10.1987       | 44              |
| Hofanlage                                                         | Hofanlage                                                         | Güsten Johannesplatz 6 und 7 Karte                    | Es handelt sich um eine Backsteinhofanlage mit einem traufenständigen Wohnhaus: die linke Hofseite besteht aus einer Toreinfahrt und einer Scheune, die rechte Hofseite sind Neubauten (Anbau zum Wohnhaus, Schuppen und Baracke) Wohnhaus (1) Aus Backstein, traufenständig, zweigeschossig mit 5 Achsen. Satteldach mit liegendem Dachstuhl an der Traufseite Maueranker im Obergeschoss mit Jahreszahl von 1769 und im Erdgeschoss Buchstaben WTAB. Rechte (westliche) Wohnhaushälfte mit Hauseingangsnummer 7 Eingang mit Blausteingewänden und Keilstein. Mittelachse: Wappenstein mit Inschrift ANNO 1769 WTCB und dem christlichen Zeichen mit den Buchstaben (IHS und einem Kreuz). Oberlicht mit stichbogigem Sturz mit den Buchstaben (linke Seite) HB und (rechte Seite) AH. Fenster im Erdgeschoss und der rechten Giebelwand (dreiachsig) mit Blausteinsohlbänken (19. Jahrhundert), originale Sprossenteilung und Schlagläden. An der Außenwand Eisenringe für Pferdebefestigung noch vorhanden. Dacheindeckung eng profilierte Falzziegel, Kölner Decke teilweise noch vorhanden. Linke (östliche) Wohnhaushälfte mit Hauseingangsnummer 6 Eingang an der Giebelseite, Tür und Fenster modern, Dacheindeckung Rheinlandpfannen, Kellertonnengewölbe. Tordurchfahrt An das Wohnhaus sind Wirtschaftsgebäude beidseitig angebaut, Straßenfront aus Backstein mit korbbogiger Durchfahrt. | 19. Jh.         | 23.01.1987       | 37              |
| weitere Bilder                                                    | Burg Güsten                                                       | Güsten Johannesstraße 15 Karte                        | Es handelt sich um eine vierflügelige Backstein-Hofanlage vom Ende des 19. Jahrhunderts, erbaut auf älteren Vorgängerbau. Die Anlage hat ein repräsentatives Herrenhaus mit einbezogenem Torturm, welches der Straße zugewandt ist, einen Innenhof mit umschließenden Wirtschaftsgebäuden und zwei Einfahrten. Auf der Rückseite der Hofanlage liegt der ehemalige Wassergraben der Vorburg. Charakteristische Merkmale des Bauwerks Wohnhaus Backsteinbau, traufenständig mit Satteldach, zweigeschossig zu sechs Achsen mit Torturm in der dritten Achse (an der Straßenseite) in den Wohnbereich einbezogen, Fenster zu großen Teil aus Blausteingewänden, stichbogigen Sturz und Keilstein. Hofseitige Traufseite verputzt und zu sieben Achsen. Innen: Wohndiele in Breite des Turms (Längsflur), im linken Trakt älteres Treppenhaus. Torturm Einbezogen in das Herrenhaus. Aus Backstein, dreigeschossig, flaches Walmdach verschiefert, im Erdgeschoss schmale Durchfahrt, Ende des 19. Jahrhunderts zugemauert (kann früher der repräsentative Eingang gewesen sein), heute Fenster – darüber Familienwappen. Ehem. Scheune (rechte Hofseite) Scheune 18. Jahrhundert aus Backstein aus Backstein, im Obergeschoss Fachwerk, Satteldach mit zwei Einfahrten. Ehem. Scheune (rückwärtige Hofseite) 19. Jahrhundert, aus Backstein mit zwei offenen und einer zugemauerten Einfahrt, Satteldach Ehem. Stall (linke Hofseite) Scheune 18. Jahrhundert aus Backstein aus Backstein, im Obergeschoss Fachwerk, Satteldach, kein Originalzustand. Toreinfahrt Korbbogiges Tor, Ziegelfries unter der Dachkante. Im Jahre 859 wurde Otbert, ein Vasall des Jülicher Grafen Matfried, durch König Lothar II mit Güsten belehnt. Dadurch bekam Otbert ein Hofteil zugeteilt. Auf Bitten Otberts wurde die damalige Kapelle (heute Kath. Pfarrkirche St. Jakob) in Güsten 865 dem Kloster Prüm übertragen. Der Abt hatte das Recht, den Vogt zu Güsten zu bestimmen. Dieser Ritter wohnte auf dem Hofgut, das sich später zur Burg entwickelte. | 19. Jh.         | 11.04.1990       | 53              |
| Hofanlage                                                         | Hofanlage                                                         | Güsten Rödinger Straße 1 Karte                        | Es handelt sich um eine mit einer Backsteinmauer umgebene Hofanlage, die ein bürgerliches Wohnhaus mit niedrigem Wirtschaftsanbau aufweist. Das Wohnhaus ist mit seiner Hauptfassade (Traufseite) von der Straße zurückgesetzt und durch einen Vorhof getrennt. Die linke Giebelseite ist in der Gartenmauer, die zur Straße „Am Amtmannshof“ gelegen ist, eingebunden. In hinteren Gartenbereich ist die Mauer ruinös. An der rechten Giebelseite schließt sich der langgestreckte Wirtschaftsanbau an. Der Vorhof zur Kirche hin wird durch eine aufwändige Tordurchfahrt und einen Fußgängerdurchgang in der Gartenmauer erschlossen. Der Vorhof ist durch eine neue Mauer geteilt und vorne rechts als PKW-Einfahrt zur Straße hin offen. Wohnhaus 1845 erbaut Zweigeschossiger Backsteinbau mit Kniestock und Krüppelwalmdach; vordere Traufseite zu vier Achsen, rückwärtige Traufseite zu fünf Achsen. Fensteröffnungen mit Blausteinsohlbänken und stichbogigen Ziegelstürzen, erneuerten 2-flügeligen Sprossenfenster mit Oberlicht. Kellerfenster mit Blausteingewänden. Eingang an der vorderen Traufseite in der 2. Achse von rechts mit Blausteingewänden, Blausteinübergiebelung, historisierender einflügeliger Tür mit Oberlicht. Wirtschaftsanbau Eingeschossig, langgestreckt, aus Backstein teilweise erneuert. Satteldach. Vor der rückwärtigen Fassade schmiedeeiserne Wasserpumpe des 19. Jahrhunderts. Tordurchfahrt und Gartenmauer Korbbogig, zwischen quadratischen Backsteinpfeilern, Torgitter in verzierten Bogenbereich mit gleichen Wappenelementen wie beim Sandsteinwappen des Amtmannshofs. Bachsteinmauer ca. 2 m hoch. Historischer Innenausbau 1. Stuckdecken in drei Räumen 2. Originale Türen und Holztreppe 3. Wandnischen in fast jedem Raum, wahrscheinlich früher für Heiligenfiguren 4. Gewölbekeller mit Backofen 5. Kehlbalkendach mit liegendem Dachstuhl Das Wohnhaus ist mit seinen hohen Geschossen, Blausteingewänden und Stuckdecken ein gutes Beispiel für ein repräsentatives, ländliches-bürgerliches Wohnhaus der 1. Hälfte des 19. Jahrhunderts. Im Gegensatz zu bäuerlichen Wohnhäusern des 19. Jahrhunderts ist es nicht direkt von der Straße aus zugänglich, sondern durch einen Vorhof distanziert – in Anlehnung an die örtliche Tradition von Herrenhäusern. Die aufwendige Tordurchfahrt unterstreicht den repräsentativen Charakter der Hofanlage, ähnlich der Einfahrt bei einer Vorburg. | 1845            | 22.04.1987       | 41              |
| weitere Bilder                                                    | Kath. Pfarrkirche „St. Philippus und Jakobus“                     | Güsten Rödinger Straße 2 Karte                        | Es handelt sich um eine dreischiffige, gotische Pfeilerbasilika aus Backstein und Tuff mit einer kleinen Nord- (1. Hälfte 17. Jh.) und Südsakristei (19. Jh.) in den Seitenschiffen, mit einem vorgesetzten Westturm und einem Ostchor mit 3/8-Abschluss. Langhaus und Seitenschiffe Langhaus zweigeschossig und Seitenschiffe eingeschossig, je vier Joche mit Kreuzrippengewölbe und vier einfache Spitzbogenfenster (gotisch) im Erdgeschoss (Seitenschiffe) mit und Obergeschoss (Langhaus) ohne Windeisen, in der Bekrönung ein Dreipass, dessen Spitzen in Blumen enden; zwischen den Fenstern Strebpfeiler, die Rippen werden von Konsolen mit fein gearbeitetem Laubwerk getragen, mit Pultdachabdeckung (Seitenschiffe) und (eternit)-verschiefertes Satteldach (Langhaus) mit Dachluken. Chor und Sakristeien Ostchor: 3/8-Abschluss aus Bruchstein und Backstein mit Kreuzrippengewölbe, Rippen von Konsolen mit gearbeitetem Laubwerk (in bunt): jede Seite Spitzbogenfenster, Fensterbankgesims um den Strebepfeilern herumgeführt, unter den Fenstern gotische Nischen. Sakristei: Bruchstein und Backstein, Eingang mit Sandsteingewände vom Chor aus: Südsakristei (1. H. 17. Jh.) eingeschossig, Satteldach mit Kreuzrippengewölbe und Spitzbogenfenster, Nordsakristei (1860) zweigeschossig, Satteldach, Eingang mit überkröntem Fenster (flachbogig) im neuromanischen Blausteingewände, Obergeschoss (Außenfassade) Wappen des Pastors in Güsten „Palthasar Gumpatz“ (gestorben 1640) mit Datierung 1633. Turm: Dreigeschossig mit achtseitiger Haube, Backstein und rotem Sandstein, Erdgeschoss Sterngewölbe, moderne Tür mit Sandsteintürrahmung und Gesims. Historische Ausstattung Folgende historische Ausstattungsstücke bilden mit der Kath. Pfarrkirche eine Einheit im Sinne von § 2 DSchG a) Antwerpener Schnitz (Hoch)-altar, 1520 b) Romanisches Kruzifix, Mitte 13. Jahrhundert c) Romanischer Taufstein aus Blaustein, 13. Jahrhundert d) 4. Kirchenglocken von 1200, 1415, 1838 e) schmiedeeisernes Gitter zum Mittelschiff, 19. Jahrhundert f) hölzernes Missionskreuz (Nordwand des Turmes), 1727 g) 2 Grabkreuze (Südseite am Chor, Anfang 18. Jahrhundert h) Gruft, 1637: heute Gedenkstätte der Gefallenen des Zweiten Weltkrieges i) Ehem. Friedhof mit 12 Grabkreuzen und 3 Grabplatten, 18. und 19. Jahrhundert. Kriegsbeschädigungen des Zweiten Weltkrieges 1. Turm bis zum Erdgeschoss, 1952/53 restauriert 2. alte Sakristei beschädigt, restauriert 3. Haupt- und Seitenschiffe, Dach und Decke zerstört, restauriert In Güsten besteht schon am Anfang des 8. Jahrhunderts eine Kapelle, und diese wird um die Mitte des 9. Jahrhunderts zur Kirche erhoben. 1533 ist Güsten als Pfarre genannt. Die heutige Kirche ist ein Neubau aus dem 14. Jahrhundert (Gotik). In der 1. Hälfte des 17. Jahrhunderts (vermutlich 1533) wird zwischen dem nördlichen Seitenschiff und dem Chor die alte Sakristei eingebaut, 1860 wird das Ostjoch des südlichen Seitenschiffes als neue Sakristei eingerichtet, im Jahre 1863 die alte Sakristei restauriert. Am 25. Februar 1945 wurde der Turm gesprengt und der restliche Kirchenbau schwer beschädigt, bis 1953 wurde auch der Turm neu errichtet (unter Verwendung der Ruine). | 17.Jh.          | 06.02.1987       | 39              |
| Wegekreuz                                                         | Wegekreuz                                                         | Güsten Rödinger Straße neben 38 Karte                 | Es handelt sich hier um ein Wegekreuz am Straßenrand der Rödinger Straße am Ortsrand in Güsten. Es ist ein freistehendes Kreuz aus Blaustein und ca. 3 m hoch. Das Wegekreuz besteht aus einem Sockel mit Sims und Konsole. Im Sockelbereich ist eine Inschrift mit Datierung: „Durch Kreuz / zum Licht / P.A. / 1841“ Über dem Sockelbereich ist eine Sakramentsnische, im Hochrelief ein kleines Kruzifix mit kleinem Korpus (Christi). Die Wegekreuze sind bedeutend für die Geschichte des Menschen und für die Erhaltung und Nutzung bestehen künstlerische, wissenschaftliche und volkskundliche Gründe. Es ist typisch für das klassizistische Zeitalter des 19. Jh. Es wird heute noch als Raststation zum „stillen Gebet“ genutzt. | 1841            | 15.07.1993       | 70              |
| Wohnhaus der Wohnanlage                                           | Wohnhaus der Wohnanlage                                           | Güsten Sandweg 2 Karte                                | Es handelt sich um das an der Straße gelegene Wohnhaus einer Bachstein-Hofanlage, deren Wirtschaftsgebäude Nachkriegsbauten und nicht denkmalwürdig sind. Charakteristische Merkmale des Baudenkmals Das Wohnhaus ist aus Backstein, Datierung in Maueranker „ANNO 1687“, zweigeschossig, traufenständig mit Satteldach (neue Dachpfannen), fünfachsig, in der 2. Achse von links Eingang mit Werksteingewände und Tür mit Oberlicht aus dem 19. Jahrhundert, moderne Fenster mit Blausteinsohlbänken und verbliebenen Schlaglädenangeln. Die rückwärtige Traufseite ist verputzt und die Öffnungen (moderne Fenster) sind verändert. Vom historischen Innenausbau sind noch vorhanden. 1. Im Erdgeschoss Holzbalkendecke, 2. 2. ein modernisierter Kamin im Wohnzimmer 3. Keller mit Tonnengewölbe 4. Treppe des 19. Jahrhunderts. Begründung der Denkmaleigenschaft: Das Wohnhaus einer ehemaligen Hofanlage ist bedeutend für die Geschichte des Menschen im Sinne von § 2 (1) Satz 2 DSchG. Das Gebäude ist, wie man am Maueranker schon erkennen kann, 1687 erbaut worden. Die Fensterlaibungen waren bis 1800 wahrscheinlich unterteilt und höher. Im 19. Jahrhundert wurde das Haus verändert, die Fenster wurden versetzt, was heute noch am Mauerwerk zu sehen ist. | 1687            | 30.12.1986       | 32              |
| Wohnhaus und Scheunen der Hofanlage                               | Wohnhaus und Scheunen der Hofanlage                               | Güsten Sandweg 5 Karte                                | Es handelt sich um eine vierseitige Hofanlage (18./1. Hälfte 19. Jahrhundert) aus Backstein und Fachwerk. An der Straßenseite steht rechts das Wohnhaus, links und rückwärtigen Hofseite zwei Scheunen und an der rechten Hofseite (Westseite) eine neu aufgebaute Scheune (nach 1959) Wohnhaus Traufenständig, zweigeschossig, Backstein verputzt in Erdgeschoss und Fachwerk mit Backsteinausfachung im Obergeschoss; Erdgeschoss zu vier Achsen, zweite Achse von links alte Tür mit Oberlicht (19. Jahrhunderts), Obergeschoss Sprossenfenster mit Schlagläden; Geschosshöhe verändert; Pfettendach mit liegendem Dachstuhl, Kellergewölbe aus Backstein. Linke Hofseite –Scheune 18. Jahrhundert, an der Straßenseite: zweigeschossig mit Tordurchfahrt, traufenständig, außen aus Backstein, innen Erdgeschoss Backstein und neben der Tordurchfahrt auf beiden Seiten jeweils zwei Türen zum Schweine- und Pferdestall; Obergeschoss Fachwerk mit Backsteinausfachung, linke Hofseite: Backsteine und mehrere Tore, zweigeschossig, traufenständig. Rückwärtige Scheune Zweigeschossig, traufenständig, aus Fachwerk mit Backsteinausfachung, Pfettendach mit liegendem Dachstuhl. Die wissenschaftlichen Gründe für Erhaltung und Nutzung umfassen insbesondere bau- und ortsgeschichtliche Erforschung. Die städtebaulichen Gründe beziehen sich auf den regional typischen Charakter der Hofanlage als Blickfang, der zugleich Sitz eines Schöffen war. | 18. Jh.         | 24.11.1986       | 33              |
| weitere Bilder                                                    | Brückenkopf                                                       | Jülich Aachener Landstraße (L 136) Karte              | Am Westufer der Rur, 1,2 km westlich der Pfarrkirche von Jülich, befindet sich eine Verteidigungsanlage aus napoleonischer Zeit. Die Befestigungsanlage diente der Sicherung des Rurüberganges und ist in seiner nordsüdlichen Erstreckung 560 m lang und 300 m breit. Als Baumaterial verwendete man Backstein, der in der Region hergestellt wurde, sowie Blausteinquader z. B. zur Stabilisierung der Ecken sowie zur Ausgestaltung von Öffnungen wie Türen und Tore. Die östliche Begrenzung der Rur bildete ein Erdwall, der heute nur noch südlich der B 1 als leichte Erhebung zu erkennen ist. Im Anschluss daran steht eine Mauer, die den Waffenplatz nach Osten abschließt. Diese Mauer ist im Bereich des Gasthofes gut erhalten und über 2 m hoch, charakteristisch sind vor allem die Stützpfeiler zur Rurseite hin. Im nördlichen Anschluss ist die Mauer stark zerfallen, ca. 0,80–1,20 m hoch und teilweise für Durchfahrten ganz abgetragen. Die gemessenen Breiten der Mauer betrug 0,90 m. Es folgt der Waffenplatz mit den drei Bastionen. Die südliche Bastion ist von der Mittel- und Nordbastion durch die B 1 getrennt. Nach Westen zu folgt dann der innere Wassergraben von ca. 23 m Breite und ein ehemals palisandierter Erdwall. Der Wassergraben ist gut erhalten, der Erdwall teilweise verflacht. Das anschließende Gelände – Glacis – neigt sich sanft nach Westen und passt sich so der Grundrissform des Kronwerkes genau an. Der äußere Graben bildet den Anschluss von diesem Verteidigungswerk, er ist stark verlandet und führt kaum noch Wasser. Jülich fiel im Jahre 1774 während der sog. Koalitionskriege an Frankreich. Zur Sicherung des strategisch bedeutsamen Rurüberganges, begannen 1799 die Erdarbeiten zum Bau des französischen Brückenkopfes, die 1806 weitgehend fertiggestellt wurden. Als Teil der groß angelegten Befestigung ist der Brückenkopf bedeutend für die Geschichte der Festung und der Stadt Jülich. Zudem ist der Brückenkopf als Zeugnis napoleonischer Fortifikationsbaukunst bedeutsam für die Geschichte der Menschen. Erhaltung und Nutzung Die Befestigungsanlage ist gut erhalten, der Bereich der Nordbastion wird zurzeit renoviert. Der Erdwall ist verflacht und der äußere Graben stark verlandet. Weite Teile der nördlichen Bastion werden als Tierpark genutzt, während die Südbastion zum Bauhof der Stadt Jülich gehört. An der Erhaltung und Nutzung der Gesamtanlage besteht aus wissenschaftlichen (stadt- und baugeschichtlichen) sowie aus städtebaulichen Gründen ein öffentliches Interesse. Schutzmaßnahmen Der Baumbestand wird wie folgt geschützt: Wenn einzelne Bäume in der Brückenkopfanlage abgeholzt werden, braucht hierfür keine Genehmigung nach § 9 DSchG eingeholt werden. Das Gleiche gilt, wenn Bäume und Strauchwerk auf den vorhandenen Kasematten entfernt werden. Für Neupflanzungen (auch einzelner Bäume) ist wegen des geänderten Erscheinungsbildes die Genehmigung nach § 9 DSchG erforderlich. | 1799            | 04.07.1986       | 21              |
| Brückenkopf                                                       | Brückenkopf                                                       | Jülich Aachener Landstraße (L 136) Karte              | | 1799            | 14.06.1988       | 21a             |
| Brückenkopf                                                       | Brückenkopf                                                       | Jülich Aachener Landstraße (L 136) Karte              | | 1799            | 04.07.1986       | 21b             |
| weitere Bilder                                                    | Jüdischer Friedhof                                                | Jülich Aachener Str./Ecke Probst-Bechte-Platz Karte   | An der Ecke Aachener Straße / Propst-Brecht-Straße in Jülich liegt der Judenfriedhof. Es bestehen Grabanlagen für ca. 75 frühere jüdische Mitbürger aus Jülich, etwa aus der Zeit von 1870 bis 1941. | 1870            | 18.06.1984       | 1               |
| Ehem. Stadtbefestigung - Aachener Tor                             | Ehem. Stadtbefestigung - Aachener Tor                             | Jülich Aachener Tor mit Stadtmauer Karte              | Die baulichen Anlagen der Stadtbefestigung wurden im 16. Jahrhundert erbaut. Der erste Entwurf für Zitadelle und Stadtbefestigung wurde von Alexander Pasqualini 1546/47 erstellt. Er wählte das aus Italien bekannte bastionäre System. Im Gegensatz zu den mittelalterlichen Wehrbauten aus Schildmauern und Wehrtürmen, die keinen Flankenschutz boten, versprachen die bastionierten Festungen eine perfekte Rundumverteidigung. Durch die vorgeschobene Bastion (Bollwerkspitzen) konnte aus exponierter Lage der Ansturm auf die Wälle abgewehrt werden. Im Jahre 1648 wurde das Aachener Tor fertiggestellt. Es ist das erste Renaissance – Stadttor im Rheinland. Der feldseitige Torbogen mit Wallmauer (zur Bastion St. Jakob) noch erhalten. Der Innenbogen und das Torhaus wurden 1860 beseitigt. Durch dieses Tor wurde der gesamte Personen- und Warenverkehr nach Westen abgewickelt. Bis zu Pasqualinis Tod 1559 wurde stetig an Zitadelle und Stadtbefestigung gearbeitet. Unter der Bauleitung des ältesten Sohnes Maximilian Pasqualini, wurde 1564 der Südflügel der Stadtbefestigung fertiggestellt. Unter der Leitung von Johann Pasqualini, dem jüngeren Bruder Maximilians, wurde die Ostseite der Stadtbefestigung vollendet. Die Bastion St. Jakob („Getränkebastion“) ist die einige, noch teilweise erhaltene und zugängliche Bastion der pasqualinischen Stadtfestung. Oberirdisch stellt sie sich als Hügel mit seitlichen Mauern dar, im Untergrund besitzt sie aber komplett erhaltene Kasematten. Die Stadtfestung war fünfeckig angelegt, an jeder Ecke befand sich eine Bastion, die fünfte Ecke bildet die Zitadelle. Die Bastionen hießen Eleonore, St. Sebastian, St. Franziskus und St. Jakob. Nach dem Stadtbrand von 1547 konnte der italienische Baumeister Alexander Pasqualini, der als herausragender militär- und Zivilarchitekt bekannt war, seine Vorstellungen von einer Idealstadt der Renaissance verwirklichen, dies zeigt sich vor allen Dingen im Grundriss der fünfeckigen Stadtfestung. Die geschichtliche Bedeutung kann aus allen Zweigen der Geschichte hergeleitet werden, z. B. auch aus der politischen und militärischen Geschichte, sowie im Besonderen aus der Ortsgeschichte. Städtebauliche Bedeutung kommt einer Anlage zu, wenn sie das Erscheinungsbild u. a. einer Stadt prägt oder bestimmt. Der Verlauf der Post- und Bauhofstraße, der Straße am Aachener Tor, der Schützenstraße sowie der Schirmerstraße zeigen deutlich den Umriss der Stadtbefestigung auf. Außerdem ist er noch am Verlauf des Ellbaches zu erkennen, über den das Vorfeld im Verteidigungsfall unter Wasser gesetzt werden konnte. | 16. Jh.         | 22.01.1991       | 61              |
| weitere Bilder                                                    | Zitadelle                                                         | Jülich Düsseldorfer Straße Karte                      | Baubeginn 1549 nach Plänen des Architekten Alessandro Pasqualini, Weiterführung im 17. und 18. Jahrhundert. Backsteinbau auf annähernd quadratischem Grundriss mit Eckbastionen, Innen- und Außenwall und Graben; einzelne Teile des ehem. 4-flügeligen Schlossgebäudes erhalten, durch Schulneubau ergänzt; im Ost-Flügel integrierte Kapelle mit vorspringender Chorfassade. Begründung der Denkmaleigenschaft gem. § 2 DSchG Die Zitadelle von Jülich ist Teil der unter Herzog Wilhelm V. von Jülich-Kleve-Berg begonnenen Renaissancestadt. Die Zitadelle ist ein einmaliges Beispiel nördlich der Alpen für das im 16. Jahrhundert in Italien entwickelte Befestigungssystem in Verbindung mit einem Residenzschloss („palazzo in fortezza“). Die vergleichbaren Festungswerke von Breda und Bürden wurden weitgehend zerstört. Darüber hinaus ist die Zitadelle von Jülich das früheste Beispiel in Deutschland für das Übergreifen italienischer Kunstformen der Renaissance und des Manierismus. Kunstgeschichtlich besonders bedeutend ist die Schlosskapelle, die, auf gestalterischen Anregungen der Römischen Bauschule Raffaels und der Architektur Bramantes basierend, eine überragende eigenständige Leistung Pasqualinis darstellt. | 1549            | 12.12.1984       | 4               |
| Zitadelle                                                         | Zitadelle                                                         | Jülich Düsseldorfer Straße 32 Karte                   | Baubeginn 1549 nach Plänen des Architekten Alessandro Pasqualini, Weiterführung im 17. und 18. Jahrhundert. Backsteinbau auf annähernd quadratischem Grundriss mit Eckbastionen, Innen- und Außenwall und Graben; einzelne Teile des ehem. 4-flügeligen Schlossgebäudes erhalten, durch Schulneubau ergänzt; im Ost-Flügel integrierte Kapelle mit vorspringender Chorfassade. Begründung der Denkmaleigenschaft gem. § 2 DSchG Die Zitadelle von Jülich ist Teil der unter Herzog Wilhelm V. von Jülich-Kleve-Berg begonnenen Renaissancestadt. Die Zitadelle ist ein einmaliges Beispiel nördlich der Alpen für das im 16. Jahrhundert in Italien entwickelte Befestigungssystem in Verbindung mit einem Residenzschloss („palazzo in fortezza“). Die vergleichbaren Festungswerke von Breda und Bürden wurden weitgehend zerstört. Darüber hinaus ist die Zitadelle von Jülich das früheste Beispiel in Deutschland für das Übergreifen italienischer Kunstformen der Renaissance und des Manierismus. Kunstgeschichtlich besonders bedeutend ist die Schlosskapelle, die, auf gestalterischen Anregungen der Römischen Bauschule Raffaels und der Architektur Bramantes basierend, eine überragende eigenständige Leistung Pasqualinis darstellt. Die Zitadelle ist aus diesen Gründen bedeutend für die Geschichte des Menschen und der Stadt Jülich. | 16. Jh.         | 19.10.2005       | 4c              |
| Gut Freiwald                                                      | Gut Freiwald                                                      | Jülich Freiwalder Weg Karte                           | Es handelt sich um eine große, vierflügelige Backstein-Gutsanlage aus der zweiten Hälfte des 19. Jahrhunderts (Bauzeit wahrscheinlich 1848). Die symmetrische Anlage liegt um einen Innenhof. In der Mitte der Vorderachse liegt das Wohnhaus, auf beiden Seiten sind Stallgebäude mit Tordurchfahrten und auf der rückwärtigen Hofseite eine Scheune. Wohnhaus Backsteinbau, 2-geschossig mit Attikageschoss und Walmdach; sieben Achsen mit Eingang in der Mittelachse, Tür mit modernem Oberlicht, Sprossenfenster und Türen mit Blausteingewänden; an der Rückfassade des Wohnhauses befinden sich die Fenster ohne Klappläden (außer bei den Kellerfenstern). Die Angeln sind noch vorhanden. Die Fenster sind seitlich nicht voll mit Blaustein eingefasst, sondern zeigen in den Laibungen seitlich jeweils zwei Einzelsteine aus Blaustein. Die Brüstungen sind aus Blaustein. Brüstungsgesims im I. Obergeschoss und Attikageschoss, einfaches Kastentraufgesims; Walmdach mit Rheinlandpfannen und 8-eckigem verschieferten polygonalen Belvedere mit altem Gitter. Die Schlagläden im Untergeschoss sind nachgebaut. Die alte Freitreppe ist nicht mehr erhalten. Sie ist durch eine neue Treppe, dreiseitig mit umlaufenden Stufen aus dunklem belgischen Granit ersetzt. Die senkrechten Flächen der Eingangsfront sind verschiefert. Der in der Eingangsfront angesetzte Balkon wurde vor der Unterschutzstellung beseitigt. Der Innenausbau ist modern verändert mit originaler Raumaufteilung (Raumaufteilung im Obergeschoss unverändert), bei unveränderten Decken. Im Eingangsbereich befindet sich originaler Mosaikfußboden (Besonderheit: Fliesen des 19. Jahrhunderts mit ornamentaler Darstellung). Stallgebäude Winkelanbauten, zweigeschossig mit korbbögigen Tordurchfahrten, (überbaut/Blausteineinfassungen) zum Hof mit je zwei Okuli und Dachfläche mit Holpfannen. Einliegerwohnung im rechten Teil. Die korbbögigen Tore in diesem Teil sind zum Teil vermauert. Ziegelmauern nach dem Krieg ausgebessert und verändert, insbesondere die Öffnungen. Scheune großes Gebäude mit hofseitiger Blendbogengliederung und zwei Einfahrten (zum Teil vermauert), Satteldach mit Hohlpfannen; Gebäudehöhe wie Wohnhaus. Dacheindeckung aller Gebäude Aus dem Bereich der rechten Tordurchfahrt, wo die hofseitige Dachfläche noch Hohlpfannen (erneuerungsbedürftig) aufweist, erfolgte eine Neueindeckung mit Rheinlandpfannen. Kriegsschäden Am Ziegelmauerwerk des Wohnhauses, der Tordurchfahrt und der rückwärtigen Scheune sind viele Einschusslöcher u. a. an den Blausteingewänden deutlich. | 1848            | 14.12.1988       | 43              |
| Torturm vom Herrenhaus und äußerer Wassergraben von Haus Lorsbeck | Torturm vom Herrenhaus und äußerer Wassergraben von Haus Lorsbeck | Jülich Haus Lorsbeck Karte                            | Es handelt sich hier um die Reste eines einsam liegenden Rittersitzes. Die ehemalige wasserumwehrte zweiteilige Backsteinburganlage stammt in ihrer Substanz aus dem 18. u. 19. Jahrhundert. Von der ehemaligen Anlage, die im Zweiten Weltkrieg fast völlig zerstört wurde, sind heute nur noch der Torturm vom Herrenhaus sowie ein Teil des äußeren Wassergrabens in Originalsubstanz vorhanden. Nach dem Zweiten Weltkrieg wurden Herrenhaus und Vorburg mit Benutzung der alten Außenmauer neu aufgebaut. Der Zwischengraben ist verlandet und der Vorburggraben wurde eingeebnet. Über den ausgetrockneten Zwischengraben führt eine einfache erneuerte Backsteinbrücke. Beschreibung des Torturmes: Dreigeschossiger Torturm aus dem 18. Jahrhundert, Backstein mit verschieferter Zwiebelhaube, in der Turmhause zweigeschossige Balkenkonstruktion (ringförmig aus Eichenholz); runder Torbogeneingang, seitliche Torbögen zugemauert; über dem Eingang das Allianzwappen in Stein der Rossum und Locquenghien von 1775. Der Wassergraben ist teilweise hinter dem und seitlich des Herrenhauses noch vorhanden, es besteht noch eine Verbindung zum Mühlengraben. Haus Lorsbeck ist bedeutend für die Geschichte des Menschen in ortsheimat- und baulicher Hinsicht. Es wird im 14. Jahrhundert als Rittersitz erwähnt und ist im Besitz eines adeligen Geschlechtes „von Lorsbeck“. Im Jahre 1473 wird J. von Harff Eigentümer. Nach der Zerstörung des Dorfes Lorsbeck (einschließlich Rittersitz Haus Lorsbeck) und der Kapelle im Brabanter Krieg 1542 wird nur Haus Lorsbeck neu aufgebaut. 1669 erwarben die Brüder Bittersdorf den Besitz und 1707 geht durch Heirat Haus Lorsbeck in die Familie „von Rossum“ über. T. J. von Rossum und seine Gemahlin M. A. von Locquenghien (s. Wappen im Torturm) bauen 1775 das Herrenhaus neu, das im Zweiten Weltkrieg zerstört wurde. | 19. Jh.         | 16.07.1993       | 71              |
| weitere Bilder                                                    | Propsteikirche St. Maria Himmelfahrt                              | Jülich Kirchplatz Karte                               | Neubau nach Zerstörung von Chor und Langhaus 1952 an gleicher Stelle. Turmuntergeschosse 12. Jh. mit Ergänzungen ab 1878 durch H. Wiethase; vorgelagerter Westturm aus Buntsandsteinquadern, die drei unteren Geschosse alt, EG mit abgetreppten kurzen Strebepfeilern, Rundbogenblende über - erneuertem – rundbogigem Westportal, in der Blende eingestellt neue Säulchen und Kapitelle auf originalen Basen, die Bogensteine mit unregelmäßig angeordneten Kopfplastiken, im 1. OG Rundbogennische mit erneuerter Marienstatue, darüber Rundbogenfenster mit eingestellten Säulchen, 2. OG fensterlos, die folgenden Stockwerke neu; im Inneren EG Tonnengewölbe mit mittlerem Gurtbogen, jedes Wandfeld durch Dreierarkaden auf hohem Sockel gegliedert, Säulchen erneuert. Folgende historische Ausstattungsstücke bilden mit der Propsteikirche eine Einheit von Denkmalwert im Sinne des § 2 (1) DSchG. - Reliquienschrein der seligen Christina von Stommeln mit den Körperknochen (eingenäht in einem versiegelten Seidensack) u. dem Schädel. - Beigaben: fünf Münzen (Kölner Morchen / 13. Jahrhundert), zwei Andachtstäfelchen, ein Paar Lederhandschuhe (beschädigt), ein Paar geschmückte Stoffhandschuhe, zwei Täschchen, davon eins mit blondem Haar. - Spätgotischer, flandrischer bzw. kalkarer Schnitzaltar - Herz-Jesu-Altar - neuromanischer Altar - Altargemälde mit dem Heiligen Hyronimus - Unterteil des Evangelienpultes in Schrankform - spätgotische Chorbank - Holzplastiker des 1. St. Sebastian 2. St. Rochus 3. St. Johannes von Nepomuk - 2 Vortragekreuze | Ab 12. Jh.      | 30.07.1985       | 6               |
| weitere Bilder                                                    | Hexenturm                                                         | Jülich Kleine Rurstraße Karte                         | Von der annähernd kreisförmigen Stadtmauer des 13. Jahrhunderts bis Anfang des 14. Jahrhunderts mit drei Toren und vermutlich neun Rundtürmen ist nur noch das Rurtor, der heute sogenannte „Hexenturm“, und ein Mauerstück an anderer Stelle erhalten. Der Hexenturm wurde im Zweiten Weltkrieg zerstört und in den Jahren bis 1962/63 restauriert. Beim Hexenturm handelt es sich um eine Toranlage mit mittlerem Torhaus, Tordurchfahrt, spitzbogig auf rechteckigem Grundriss, begleitet von zwei Halbtürmen, Bruchstein, an den Türmen Ansätze der Stadtmauer, am Nordturm im Winkel zur Stadtmauer wiederhergestellter Aborterker, Türme 3-geschossig, die beiden unteren Geschosse mit großem Bruchsteinmauerwerk, lagenhaft verarbeitet, das OG mit kleinteiligem Bruchstein und Ziegelflickungen nach Kriegszerstörung wieder aufgesetzt, schmale hohe Schießscharten mit Blausteineinfassungen, stadtseitige Tordurchfahrt mit Eckverquaderung aus Buntsandstein, darin vermauert römische Grabsteine, die beiden OGs mit Rechteckfenstern, Sandsteineinfassung, auf dem Rechteckteil Walmdach, auf den Türmen geschweifte Achteckhauben mit Zwiebelbekrönung. | 13. Jh.         | 14.11.1985       | 13              |
| Hotelgebäude - Hotel Kratz                                        | Hotelgebäude - Hotel Kratz                                        | Jülich Kölnstraße 5 / Ecke Baierstraße Karte          | Das Hotelgebäude wurde als dreigeschossiger Eckbaukörper mit 6 zu 11 Achsen mit einem Satteldach im Jahre 1947 errichtet. Als gestalterisches Element der Backstein-Lochfassade mit rechteckigen Fensteröffnungen tritt die architektonische Betonung von Hotel- und Gaststätteneingang hervor. Während der Gaststätteneingang an der Kölnstraße durch eine auf Steinkonsolen vorspringende einachsige Blausteinplatte mit gebauchtem Brüstungsgitter überdacht ist, springt über dem leicht außermittig gesetzten Hoteleingang an der Baierstraße ein flacher dreiachsiger Risalit auf einer profilierten Blausteinplatten auf den als Konsolen ausgebildeten Schlusssteinen vor Tür und flankierenden Fenstern hervor. Die Risalitform wird im Dachbereich durch ein flachgeneigtes Giebeldreieck abgeschlossen. | 1947            | 09.02.1998       | 76              |
| Zitadelle um Reste des Ravelins Lyebeck                           | Zitadelle um Reste des Ravelins Lyebeck                           | Jülich Kurfürstenstraße Karte                         | Baubeginn 1549 nach Plänen des Architekten Alessandro Pasqualini, Weiterführung im 17. und 18. Jahrhundert. Backsteinbau auf annähernd quadratischem Grundriss mit Eckbastionen, Innen- und Außenwall und Graben; einzelne Teile des ehem. 4-flügeligen Schlossgebäudes erhalten, durch Schulneubau ergänzt; im Ost-Flügel integrierte Kapelle mit vorspringender Chorfassade. Begründung der Denkmaleigenschaft gem. § 2 DSchG Die Zitadelle von Jülich ist Teil der unter Herzog Wilhelm V. von Jülich-Kleve-Berg begonnenen Renaissancestadt. Die Zitadelle ist ein einmaliges Beispiel nördlich der Alpen für das im 16. Jahrhundert in Italien entwickelte Befestigungssystem in Verbindung mit einem Residenzschloss („palazzo in fortezza“). Die vergleichbaren Festungswerke von Breda und Bürden wurden weitgehend zerstört. Darüber hinaus ist die Zitadelle von Jülich das früheste Beispiel in Deutschland für das Übergreifen italienischer Kunstformen der Renaissance und des Manierismus. Kunstgeschichtlich besonders bedeutend ist die Schlosskapelle, die, auf gestalterischen Anregungen der Römischen Bauschule Raffaels und der Architektur Bramantes basierend, eine überragende eigenständige Leistung Pasqualinis darstellt. | 16. Jh          | 18.10.2005       | 4b              |
| Zitadelle um Geschützkasematten                                   | Zitadelle um Geschützkasematten                                   | Jülich Kurfürstenstraße / Ecke Schloßplatz Karte      | Baubeginn 1549 nach Plänen des Architekten Alessandro Pasqualini, Weiterführung im 17. und 18. Jahrhundert. Backsteinbau auf annähernd quadratischem Grundriss mit Eckbastionen, Innen- und Außenwall und Graben; einzelne Teile des ehem. 4-flügeligen Schlossgebäudes erhalten, durch Schulneubau ergänzt; im Ost-Flügel integrierte Kapelle mit vorspringender Chorfassade. Begründung der Denkmaleigenschaft gem. § 2 DSchG Die Zitadelle von Jülich ist Teil der unter Herzog Wilhelm V. von Jülich-Kleve-Berg begonnenen Renaissancestadt. Die Zitadelle ist ein einmaliges Beispiel nördlich der Alpen für das im 16. Jahrhundert in Italien entwickelte Befestigungssystem in Verbindung mit einem Residenzschloss („palazzo in fortezza“). Die vergleichbaren Festungswerke von Breda und Bürden wurden weitgehend zerstört. Darüber hinaus ist die Zitadelle von Jülich das früheste Beispiel in Deutschland für das Übergreifen italienischer Kunstformen der Renaissance und des Manierismus. Kunstgeschichtlich besonders bedeutend ist die Schlosskapelle, die, auf gestalterischen Anregungen der Römischen Bauschule Raffaels und der Architektur Bramantes basierend, eine überragende eigenständige Leistung Pasqualinis darstellt. Die Zitadelle ist aus diesen Gründen bedeutend für die Geschichte des Menschen und der Stadt Jülich. | 16. Jh.         | 18.10.2005       | 4a              |
| Preußischer 1/2 Meilenstein                                       | Preußischer 1/2 Meilenstein                                       | Jülich L 136 Landesbetrieb Straßen NRW Karte          | ½ Meilenstein; glockenförmig ca. 70 cm hoher Stein ohne Aufschrift. Der Meilenstein an der ehem. Staatsstraße von Köln nach Aachen wurde Ende 1817, Anfang 1818 aufgestellt. Insgesamt wurden hier sieben Meilensteine, 7 ½ Meilensteine und 15 ¼ Meilensteine zwischen der Bezirksgrenze Köln/Aachen und dem Weißen Haus in früheren Kreis Eupen aufgestellt. Heute sind an dieser Straße noch fünf Meilensteine und sechs Glocken anzutreffen. Begründung der Denkmaleigenschaft gemäß § 2 DSchG Nach dem Übergang der Rheinlande an Preußen wurde das ehemals von den Franzosen eingeführte Wegerecht für den linksrheinischen Teil der Rheinprovinz teilweise übernommen. Damit wurde auch die Klassifizierung der öffentlichen Wege in Route impériales, die großen durchgehenden Heerstraßen, Route départementales, die die Provinzstädte miteinander verbanden und das Hauptwegenetz vervollständigen und die Chemins vicinaux, die Nachbarschafts- oder Gemeindewege, übernommen. Die früheren kaiserlichen Straßen wurden zu Staatsstraßen und die Departementsstraßen zu sogenannten Bezirksstraßen. Während in den anderen Teilen Preußens für den Straßenbau bis 1815 wenig getan wurde, übernahm die preußische Verwaltung mit dem linksrheinischen Gebiet das für die damalige Zeit vorbildlich ausgebaute Straßensystem. Vor allem die Route imperiales hatte unter der napoleonischen Herrschaft, teils aus strategischen, teils aus Gründen der Wirtschaftsförderung einen starken Ausbau erfahren. Der Ausbau der Departementsstraßen war jedoch vernachlässigt worden. Nach dem Friedensschluss wurde von der preußischen Regierung der Plan zu einem umfassenden Staatsstraßennetz aufgestellt, wobei wiederum militärische wie auch allgemein kommerzielle Rücksichten maßgebend waren. Schon zu Beginn der preußischen Herrschaft im Rheinland war das Staatsstraßensystem verhältnismäßig gut entwickelt. Im Jahre 1816 waren in der Rheinprovinz folgende Staatsstraßen vorhanden, wobei einzelne jedoch nicht fertiggestellt worden waren: - von Köln nach Elberfeld, - von Düsseldorf nach Elberfeld, - von Köln über Düsseldorf nach Wesel, - von Wesel nach Venlo, - von Köln nach Altenkirchen auf der Frankfurter Straße. - von Köln über Koblenz, Bingen nach Kreuznach, - von Köln über Aachen nach Lüttich, - ein Teil der Straße von Aachen nach Trier, - von Koblenz über Trier nach Luxemburg - von Bingen nach Irmenach auf der Straße nach Aachen Dazu traten in den ersten Jahrzehnten der preußischen Herrschaft vor allem der Ausbau der großen Straßen von Berlin an den Rhein (Kassel – Soest – Elberfeld – Düsseldorf – Köln), der Straße von Köln nach Olpe, von Köln über Neuß, Kleve nach Nymwegen, von Köln über Wesel nach Arnheim, von Düsseldorf nach Jülich sowie von Aachen von Aachen über Trier, Saarbrücken bis zur französischen Grenze. Entlang dieser Straßen wurden in regelmäßigem Abstand Meilensteine in Form eines Obelisken mit seitlichen Steinbänken sowie ½ und ¼ Meilensteine in Glockenform als Entfernungsanzeiger und als Herrschaftssymbol aufgestellt. Diese Steine sind als Dokument für die Verkehrserschließung des Rheinlandes zu Beginn des 19. Jahrhunderts und für die Straßen baupolitisch Preußen in der Rheinprovinz bedeutend für die Geschichte des Menschen. | 1817            | 17.01.1989       | 51              |
| Preußischer 1/4 Meilenstein                                       | Preußischer 1/4 Meilenstein                                       | Jülich L 136 Landesbetrieb Straßen NRW Karte          | ¼ Meilenstein; glockenförmig ca. 50 cm hoher Stein ohne Aufschrift. Der Meilenstein an der ehem. Staatsstraße von Köln nach Aachen wurde Ende 1817, Anfang 1818 aufgestellt. Insgesamt wurden hier sieben Meilensteine, 7 ½ Meilensteine und 15 ¼ Meilensteine zwischen der Bezirksgrenze Köln/Aachen und dem Weißen Haus in früheren Kreis Eupen aufgestellt. Heute sind an dieser Straße noch fünf Meilensteine und sechs Glocken anzutreffen. Begründung der Denkmaleigenschaft gemäß § 2 DSchG Nach dem Übergang der Rheinlande an Preußen wurde das ehemals von den Franzosen eingeführte Wegerecht für den linksrheinischen Teil der Rheinprovinz teilweise übernommen. Damit wurde auch die Klassifizierung der öffentlichen Wege in Route impériales, die großen durchgehenden Heerstraßen, Route départementales, die die Provinzstädte miteinander verbanden und das Hauptwegenetz vervollständigen und die Chemins vicinaux, die Nachbarschafts- oder Gemeindewege, übernommen. Die früheren kaiserlichen Straßen wurden zu Staatsstraßen und die Departementsstraßen zu sogenannten Bezirksstraßen. Während in den anderen Teilen Preußens für den Straßenbau bis 1815 wenig getan wurde, übernahm die preußische Verwaltung mit dem linksrheinischen Gebiet das für die damalige Zeit vorbildlich ausgebaute Straßensystem. Vor allem die Route imperiales hatte unter der napoleonischen Herrschaft, teils aus strategischen, teils aus Gründen der Wirtschaftsförderung einen starken Ausbau erfahren. Der Ausbau der Departementsstraßen war jedoch vernachlässigt worden. Nach dem Friedensschluss wurde von der preußischen Regierung der Plan zu einem umfassenden Staatsstraßennetz aufgestellt, wobei wiederum militärische wie auch allgemein kommerzielle Rücksichten maßgebend waren. Schon zu Beginn der preußischen Herrschaft im Rheinland war das Staatsstraßensystem verhältnismäßig gut entwickelt. Im Jahre 1816 waren in der Rheinprovinz folgende Staatsstraßen vorhanden, wobei einzelne jedoch nicht fertiggestellt worden waren: - von Köln nach Elberfeld, - von Düsseldorf nach Elberfeld, - von Köln über Düsseldorf nach Wesel, - von Wesel nach Venlo, - von Köln nach Altenkirchen auf der Frankfurter Straße. - von Köln über Koblenz, Bingen nach Kreuznach, - von Köln über Aachen nach Lüttich, - ein Teil der Straße von Aachen nach Trier, - von Koblenz über Trier nach Luxemburg - von Bingen nach Irmenach auf der Straße nach Aachen Dazu traten in den ersten Jahrzehnten der preußischen Herrschaft vor allem der Ausbau der großen Straßen von Berlin an den Rhein (Kassel – Soest – Elberfeld – Düsseldorf – Köln), der Straße von Köln nach Olpe, von Köln über Neuß, Kleve nach Nymwegen, von Köln über Wesel nach Arnheim, von Düsseldorf nach Jülich sowie von Aachen von Aachen über Trier, Saarbrücken bis zur französischen Grenze. Entlang dieser Straßen wurden in regelmäßigem Abstand Meilensteine in Form eines Obelisken mit seitlichen Steinbänken sowie ½ und ¼ Meilensteine in Glockenform als Entfernungsanzeiger und als Herrschaftssymbol aufgestellt. Diese Steine sind als Dokument für die Verkehrserschließung des Rheinlandes zu Beginn des 19. Jahrhunderts und für die Straßen baupolitisch Preußen in der Rheinprovinz bedeutend für die Geschichte des Menschen. | 1817            | 17.01.1989       | 52              |
| weitere Bilder                                                    | Altes Rathaus - Hauptgebäude                                      | Jülich Marktplatz 1 Karte                             | Dem Hauptbaukörper, der in den Abmessungen dem Vorgängerbau angenähert ist, wird durch Volumen und Ausmaße als dreigeschossiger Putzbau mit steilem schiefergedecktem Walmdach und mittigem Uhrtürmchen das der Nutzung als Rathaus innerhalb des Stadtbildes entsprechende Gewicht verliehen. Die marktseitige Eingangs-(Süd-)fassade ist symmetrisch gegliedert, mittig akzentuiert durch den Eingang, die drei Dachgauben, den Uhrturm und durch das durch Höhe und Gestaltung hervorgehobene I. Obergeschoss. Das über dem Eingang repräsentativ ausgebildete Fensterfeld aus neun schmalen, rechteckigen Türen, die durch mit Blaustein verkleidete Fensterpfeiler voneinander abgesetzt sind, spiegelt den Großen Ratssitzungssaal als Raum mit zentraler Funktion nach außen ablesbar wider. Der gesamte Rathausbau war ursprünglich in Caput-mortuum-Tönung verputzt und dadurch den ziegelsichtigen Bauten der Stadt farblich angeglichen. | 1947            | 30.04.1998       | 77-01           |
| Altes Rathaus - Nebenflügel                                       | Altes Rathaus - Nebenflügel                                       | Jülich Marktplatz 1 Karte                             | Der Hauptbaukörper des Alten Rathauses am Marktplatz ist zwar der Kernbau des Rathauses und umschließt zentrale Funktionen des Rathauses: Ratssaal, Bürgermeisterzimmer, Empfangs-/Eingangsbereich. Der Rathausentwurf besteht jedoch aus dem Hauptkörper und aus zwei den Kernbau rahmenden dreigeschossigen Seitenflügeln. Hier ist in Büroräumen die Verwaltung untergebracht, die das Funktionieren/die Funktion des Rathauses erst ermöglicht. Die Büroräume reihen sich gleichmäßig entlang den Fluren und sind im Material und Ausstattung (Linoleumfußboden, schlichte Holztüren) dem repräsentativen Kernbau nachgeordnet. In den Seitenflügeln befindet sich je ein Nebentreppenhaus, an der Düsseldorfer Straße im Dachgeschoss die Hausmeisterwohnung. Der Bauteil am Marktplatz / Kölnstraße begrenzt und markiert den Marktplatz als den zentralen Stadtplatz. Beide Seitenflügel, die ebenso unverändert erhalten sind wie der Kernbau sind untrennbare und unverzichtbare Bestandteile des Denkmals Rathaus. Das Rathaus, - der Kernbau einschließlich der Seitenflügel – ist als einheitlicher Bau bedeutend für die Geschichte des Menschen, insbesondere die Geschichte der Stadt Jülich und für den Wiederaufbau der Stadt nach dem Zweiten Weltkrieg. Für die Erhaltung der baulichen Substanz insgesamt, - sowohl in der äußeren Gestalt als auch in der inneren Gliederung (Raumaufteilung, Treppenhäuser, Materialien), sprechen wegen des qualitätsvollen Entwurfes architektonische Gründe, als Rathausbau der Stadt Jülich ortsgeschichtliche Gründe, bezogen auf das Gebäude als frühen Rathaustyp der Nachkriegszeit bautypologische Gründe und an zentraler Stelle des städtischen Gefüges städtebauliche Gründe. | 1947            | 06.01.2000       | 77-02           |
| Barockes Torgewände als Teil der Friedhofsmauer                   | Barockes Torgewände als Teil der Friedhofsmauer                   | Jülich Propst - Bechte - Platz / Linnicher Str. Karte | An der Straßeneinmündung Jülich, Propst-Brechte-Platz / Linnicher Straße ist als Eingangstor in die Friedhofsumfassungsmauer ein barockes Torgewände eingebaut. Das Torgewände stammt aus der 2. Hälfte des 18. Jahrhunderts. Material Blaustein, gerahmt von gequaderten Lisenen, stichbogiger Sturz mit pflanzlich ornamentierten Keilstein, darüber geschweifter Sturz mit mittlerem Keilstein in Blattes. | 2. H. 18. Jh.   | 12.11.1991       | 65              |
| Römischer Sarkophag                                               | Römischer Sarkophag                                               | Jülich Schloßplatz Karte                              | Der römische Sarkophag besteht aus einem Unterteil mit Deckel aus grob behauenem Sandstein. Er ist bedeutend für die Geschichte des Menschen und erhaltenswert aus wissenschaftlichen Gründen. | keine Angabe    | 05.03.1985       | 5               |
| Stadtmauer                                                        | Stadtmauer                                                        | Jülich Stiftherrenstraße 16 Karte                     | Nordsüdlich verläuft ein starker Mauerzug aus dem 13. Jahrhundert, der bis zu 4 m hoch ist. Er besteht aus einer zweischaligen Backsteinmauer mit vermörtelter Bruchstein- und Kieselfüllung. Die Fundamente enthalten runde Entlastungsbögen. Zur Straßenseite hin sind teilweise noch Ansätze der Wehrgangsarkaden erkennbar. Außerdem sind moderne Durchbrüche und Maueranbauten vorhanden Bedeutung Es handelt sich hier um Reste der mittelalterlichen Stadtmauer. Diese sind „bedeutend“ im Sinne von § 2 (1) DSchG für die Geschichte Jülichs. | 13. Jh.         | 10.01.1989       | 49              |
| Ehemaliges Eisenbahnausbesserungswerk                             | Ehemaliges Eisenbahnausbesserungswerk                             | Jülich Wilhelm - Johnen - Straße / An der Bahn Karte  | Die ehemalige Hauptwerkstätte wurde zwischen 1914 und 1918 von der Königlichen Eisenbahn-Direktion Cöln erbaut, Entwürfe Regierungsbaumeister Hartwig und Panzlaff. Entwürfe der Eingangsgebäudegruppen und des Wasserturms von Regierungs- und Baurat Karl Biecker. Das Werksgelände umfasst ursprünglich 283.000 m² mit fast 60.500 m² bebauter Fläche. Im Zweiten Weltkrieg erlitten etliche Gebäude Schäden, die zwischen 1949 und 1952 weitgehend beseitigt wurden. 1964 legte die Bundesbahn das Werk still, seitdem wird der südöstliche Teil von der Bundeswehr (Heeresinstandsetzungswerk – HIW - ) und der nordwestliche von der Kernforschungsanlage Jülich (KFA) genutzt. Der Hauptzugang erfolgte von der 1918 neu angelegten Umgehungsstraße im Nordosten der Anlage. In ursprünglich symmetrischer Anlage stehen sich das Pförtnerhaus und das Feuerwehr- und Arztgebäude gegenüber. Folgende Gebäudeteile bildeten die Gesamtanlage: Pförtnerhaus (1), Spritzenhaus (2), Speisesaal, Küche, Ledigenheim (3), Verwaltungsgebäude (4), Badeanstalt (5), Ersatzteillager (6), Zentrallager (7), Schreinerei (8), Hauptschmiede (9), Kesselhaus (10), Lokwiegeraum (11), Anheizschuppen (12), Kompressorraum (13), Transformatorenhaus (14) Wagenhalle (15), Lokrichthalle (16), Kesselschmiede (17), Eisenlager (18). An der Erhaltung und Nutzung des ehemaligen Eisenbahnausbesserungswerks besteht ein öffentliches Interesse, da es bedeutend für die Geschichte des Menschen, für Städte und Siedlungen oder für die Entwicklung der Arbeits- und Produktionsverhältnisse ist und weil künstlerische, wissenschaftliche, volkskundliche oder städtebauliche Gründe vorliegen. | 1914            | 17.02.1997       | 75              |
| Grabkreuz (verst. Maria Kradepohl)                                | Grabkreuz (verst. Maria Kradepohl)                                | Kirchberg Am Schrickenhof (Friedhof) Karte            | Grabmal aus Kunststein der verstorbene Maria Kradepohl. Das Grabmal ist typisch für die Gestaltung Anfang der 1940er Jahre. Das Grabmal ist als zugehörige Anlage zu Denkmal Nr. 38 Pfarrkirche St. Martinus gehörende Anlage unter Schutz zu stellen. Das Grabmal dokumentiert in anschaulicher Weise den Volksglauben in verschiedenen Epochen. Es besteht ein unbedingtes öffentliches Interesse an der Erhaltung und Nutzung, da es bedeutend für die Geschichte der Menschen ist und wissenschaftliche und volkskundliche Gründe für die Erhaltung und Nutzung vorliegen. Durch das Grabmal wird ein Überblick über den Volksglauben über mehrere Jahrhunderte hinweg dokumentiert. | 1944            | 30.07.1993       | 74-02           |
| BW                                                                | Holzkreuz (verst. Josefa und Friedrich Müller)                    | Kirchberg Am Schrickenhof (Friedhof) Karte            | Beide Kreuze wurden von Herrn Müller (Ehemann der verst. Josefa Müller) angefertigt, die Schnitzereien, von Bildhauer Esser. Hierdurch erlangen sie besondere ortsgeschichtliche und künstlerische Bedeutung. Die Grabkreuze sind als zugehörige Anlage zu Denkmal Nr. 38 Pfarrkirche St. Martinus gehörende Anlage unter Schutz zu stellen. Die Grabkreuze dokumentieren in anschaulicher Weise den Volksglauben in verschiedenen Epochen. Es besteht ein unbedingtes öffentliches Interesse an der Erhaltung und Nutzung, da es bedeutend für die Geschichte der Menschen ist und wissenschaftliche und volkskundliche Gründe für die Erhaltung und Nutzung vorliegen. Durch die Grabkreuze wird ein Überblick über den Volksglauben über mehrere Jahrhunderte hinweg dokumentiert. (Die Grabkreuze sind verschwunden) | 1940            | 04.08.1993       | 74-03           |
| Grabmal aus Kunststein (verst. Kraus)                             | Grabmal aus Kunststein (verst. Kraus)                             | Kirchberg Am Schrickenhof (Friedhof) Karte            | Grabmal aus Kunststein (verst. Kraus). Das Grabmal ist als zugehörige Anlage zu Denkmal Nr. 38 Pfarrkirche St. Martinus gehörende Anlage unter Schutz zu stellen. Das Grabmal dokumentieren in anschaulicher Weise den Volksglauben in verschiedenen Epochen. Es besteht ein unbedingtes öffentliches Interesse an der Erhaltung und Nutzung, da es bedeutend für die Geschichte der Menschen ist und wissenschaftliche und volkskundliche Gründe für die Erhaltung und Nutzung vorliegen. Durch das Grabmal wird ein Überblick über den Volksglauben über mehrere Jahrhunderte hinweg dokumentiert. | 1944            | 30.07.1993       | 74-04           |
| Gußkreuz (verst. Gertrud Wolf)                                    | Gußkreuz (verst. Gertrud Wolf)                                    | Kirchberg Am Schrickenhof (Friedhof) Karte            | Gusskreuz (verstorben Gertrud Wolf). Das Gusskreuz ist als zugehörige Anlage zu Denkmal Nr. 38 Pfarrkirche St. Martinus gehörende Anlage unter Schutz zu stellen. Das Gusskreuz dokumentieren in anschaulicher Weise den Volksglauben in verschiedenen Epochen. Es besteht ein unbedingtes öffentliches Interesse an der Erhaltung und Nutzung, da es bedeutend für die Geschichte der Menschen ist und wissenschaftliche und volkskundliche Gründe für die Erhaltung und Nutzung vorliegen. Durch das Gusskreuz wird ein Überblick über den Volksglauben über mehrere Jahrhunderte hinweg dokumentiert. | 1940            | 30.07.1993       | 74-05           |
| Grabmal aus Muschelk. (verst. Gert. Kelzenberg)                   | Grabmal aus Muschelk. (verst. Gert. Kelzenberg)                   | Kirchberg Am Schrickenhof (Friedhof) Karte            | Grabmal aus Muschelkalk (verst. Gertrud Kelzenberg). Das Grabmal ist als zugehörige Anlage zu Denkmal Nr. 38 Pfarrkirche St. Martinus gehörende Anlage unter Schutz zu stellen. Das Grabmal dokumentieren in anschaulicher Weise den Volksglauben in verschiedenen Epochen. Es besteht ein unbedingtes öffentliches Interesse an der Erhaltung und Nutzung, da es bedeutend für die Geschichte der Menschen ist und wissenschaftliche und volkskundliche Gründe für die Erhaltung und Nutzung vorliegen. Durch das Grabmal wird ein Überblick über den Volksglauben über mehrere Jahrhunderte hinweg dokumentiert. | 1940            | 30.07.1993       | 74-06           |
| Grabstätte Johnen (Dreiergruppe)                                  | Grabstätte Johnen (Dreiergruppe)                                  | Kirchberg Am Schrickenhof (Friedhof) Karte            | Grabstätte Johnen (Dreiergruppe). Die Grabstätte ist als zugehörige Anlage zu Denkmal Nr. 38 Pfarrkirche St. Martinus gehörende Anlage unter Schutz zu stellen. Das Grabstätte dokumentieren in anschaulicher Weise den Volksglauben in verschiedenen Epochen. Es besteht ein unbedingtes öffentliches Interesse an der Erhaltung und Nutzung, da es bedeutend für die Geschichte der Menschen ist und wissenschaftliche und volkskundliche Gründe für die Erhaltung und Nutzung vorliegen. Durch die Grabstätte wird ein Überblick über den Volksglauben über mehrere Jahrhunderte hinweg dokumentiert. | 1940            | 30.07.1993       | 74-07           |
| Grabmal (verst. Angelika Rath)                                    | Grabmal (verst. Angelika Rath)                                    | Kirchberg Am Schrickenhof (Friedhof) Karte            | Grabmal (verst. Angelika Rath). Das Grabmal ist als zugehörige Anlage zu Denkmal Nr. 38 Pfarrkirche St. Martinus gehörende Anlage unter Schutz zu stellen. Das Grabmal dokumentieren in anschaulicher Weise den Volksglauben in verschiedenen Epochen. Es besteht ein unbedingtes öffentliches Interesse an der Erhaltung und Nutzung, da es bedeutend für die Geschichte der Menschen ist und wissenschaftliche und volkskundliche Gründe für die Erhaltung und Nutzung vorliegen. Durch das Grabmal wird ein Überblick über den Volksglauben über mehrere Jahrhunderte hinweg dokumentiert. | 1940            | 30.07.1993       | 74-08           |
| Grabmal (verst. Margarethe Minkenberg)                            | Grabmal (verst. Margarethe Minkenberg)                            | Kirchberg Am Schrickenhof (Friedhof) Karte            | Grabmal (verst. Margarethe Minkenberg). Dieses Grabmal ist datiert auf 1957. Es zeigt eine typische Form der 50er Jahre mit abgeschrägter Trapezform. Die Steinform ist unbekannt. Das Grabmal ist als zugehörige Anlage zu Denkmal Nr. 38 Pfarrkirche St. Martinus gehörende Anlage unter Schutz zu stellen. Das Grabmal dokumentieren in anschaulicher Weise den Volksglauben in verschiedenen Epochen. Es besteht ein unbedingtes öffentliches Interesse an der Erhaltung und Nutzung, da es bedeutend für die Geschichte der Menschen ist und wissenschaftliche und volkskundliche Gründe für die Erhaltung und Nutzung vorliegen. Durch das Grabmal wird ein Überblick über den Volksglauben über mehrere Jahrhunderte hinweg dokumentiert. | 1957            | 03.08.1993       | 74-09           |
| BW                                                                | Grabmal (verst. Johann Lontzen)                                   | Kirchberg Am Schrickenhof (Friedhof) Karte            | Grabmal (verst. Johann Lontzen). Das Grabmal ist als zugehörige Anlage zu Denkmal Nr. 38 Pfarrkirche St. Martinus gehörende Anlage unter Schutz zu stellen. Das Grabmal dokumentieren in anschaulicher Weise den Volksglauben in verschiedenen Epochen. Es besteht ein unbedingtes öffentliches Interesse an der Erhaltung und Nutzung, da es bedeutend für die Geschichte der Menschen ist und wissenschaftliche und volkskundliche Gründe für die Erhaltung und Nutzung vorliegen. Durch das Grabmal wird ein Überblick über den Volksglauben über mehrere Jahrhunderte hinweg dokumentiert. | 1957            | 03.08.1993       | 74-10           |
| Grabmal (verst. Peter und Therese Göbbels)                        | Grabmal (verst. Peter und Therese Göbbels)                        | Kirchberg Am Schrickenhof (Friedhof) Karte            | Grabmal (verst. Peter und Therese Göbbels). Das Grabmal ist als zugehörige Anlage zu Denkmal Nr. 38 Pfarrkirche St. Martinus gehörende Anlage unter Schutz zu stellen. Das Grabmal dokumentieren in anschaulicher Weise den Volksglauben in verschiedenen Epochen. Es besteht ein unbedingtes öffentliches Interesse an der Erhaltung und Nutzung, da es bedeutend für die Geschichte der Menschen ist und wissenschaftliche und volkskundliche Gründe für die Erhaltung und Nutzung vorliegen. Durch das Grabmal wird ein Überblick über den Volksglauben über mehrere Jahrhunderte hinweg dokumentiert. | 1957            | 04.08.1993       | 74-11           |
| Grabstätte (verst. Hubert - Anton Fehr)                           | Grabstätte (verst. Hubert - Anton Fehr)                           | Kirchberg Am Schrickenhof (Friedhof) Karte            | Grabmal (verst. Hubert-Anton Fehr). Die Grabstätte ist als zugehörige Anlage zu Denkmal Nr. 38 Pfarrkirche St. Martinus gehörende Anlage unter Schutz zu stellen. Die Grabstätte dokumentieren in anschaulicher Weise den Volksglauben in verschiedenen Epochen. Es besteht ein unbedingtes öffentliches Interesse an der Erhaltung und Nutzung, da es bedeutend für die Geschichte der Menschen ist und wissenschaftliche und volkskundliche Gründe für die Erhaltung und Nutzung vorliegen. Durch die Grabstätte wird ein Überblick über den Volksglauben über mehrere Jahrhunderte hinweg dokumentiert. | 1957            | 04.08.1993       | 74-12           |
| Priestergrab (verst. Laurentius Driessen)                         | Priestergrab (verst. Laurentius Driessen)                         | Kirchberg Am Schrickenhof (Friedhof) Karte            | Priestergrab (verst. Laurentius Driessen). Das Grabmal ist als zugehörige Anlage zu Denkmal Nr. 38 Pfarrkirche St. Martinus gehörende Anlage unter Schutz zu stellen. Das Grabmal dokumentieren in anschaulicher Weise den Volksglauben in verschiedenen Epochen. Es besteht ein unbedingtes öffentliches Interesse an der Erhaltung und Nutzung, da es bedeutend für die Geschichte der Menschen ist und wissenschaftliche und volkskundliche Gründe für die Erhaltung und Nutzung vorliegen. Durch das Grabmal wird ein Überblick über den Volksglauben über mehrere Jahrhunderte hinweg dokumentiert. | 1957            | 04.08.1993       | 74-13           |
| Mahnmal von 1944 / 45                                             | Mahnmal von 1944 / 45                                             | Kirchberg Am Schrickenhof (Friedhof) (Kirche) Karte   | Mahnmal von 1944/45 „Die Letzten werden die ersten sein.“ Das Mahnmal ist als zugehörige Anlage zu Denkmal Nr. 38 Pfarrkirche St. Martinus gehörende Anlage unter Schutz zu stellen. Das Mahnmal dokumentiert in anschaulicher Weise den Volksglauben in verschiedenen Epochen. Es besteht ein unbedingtes öffentliches Interesse an der Erhaltung und Nutzung, da es bedeutend für die Geschichte der Menschen ist und wissenschaftliche und volkskundliche Gründe für die Erhaltung und Nutzung vorliegen. Durch das Grabmal wird ein Überblick über den Volksglauben über mehrere Jahrhunderte hinweg dokumentiert. | 1944            | 30.07.1993       | 74-01           |
| Kapelle Schrickenhof                                              | Kapelle Schrickenhof                                              | Kirchberg Am Schrickenhof 17 Karte                    | Es handelt sich um eine kleine, offene, in der Straßenfront weiß geschlämmte Wegekapelle aus Backstein mit nischenförmiger Öffnung. Sie steht rechts neben dem Einfahrtstrakt des Schrickenhofes – eingebunden in dessen Gartenmauer – und ist mit alten Kastanienbäumen umstanden. Die Öffnung ist seitlich mit Pilastergliederung begrenzt, oben mit korbbogigem Schluss, darüber ein Keilstein mit Inschrift 1832. Den oberen Abschluss bildet der Giebel des Satteldachs. Die Kapelle hat eine gerade, geschlossene Rückwand. Im Inneren ist ein originaler Altar mit Holzmensa, darüber eine Nische mit hölzernen Pilastern und hölzernem Kreuz. Der originale Christuskorpus wurde 1982 durch eine neue Figur ersetzt. Die Kapelle wurde 1834 von Familie Johnen, damalige Besitzer des Schrickenhofs, erbaut. Die Wegekapelle Am Schrickenhof ist bedeutend für die Geschichte des Menschen als Zeugnis der Volksfrömmigkeit des 19. Jahrhunderts. Als Station der örtlichen Fronleichnamsprozession ist sie ebenfalls von heimat- und ortsgeschichtlicher Bedeutung. | 1834            | 02.10.1986       | 25              |
| Schrickenhof                                                      | Schrickenhof                                                      | Kirchberg Am Schrickenhof 17 Karte                    | Es handelt sich um eine große, vierflügelige Backstein-Hofanlage, mit Einfahrtstrakt, Scheune im linken Flügel, Stall an der Hofrückseite sowie Wohnhaus mit modernem, nicht denkmalwertem Wohnhausanbau im rechten Flügel. Korbbogige Toreinfahrt, darüber verwittertes Sandsteinwappen, Dachdeckung mit Hohlpfannen. Scheune: Zwei korbige Toreinfahrten Stallgebäude: 1 ½ geschossiger Backsteinbau mit stichbogigen Stalltüren, Dacheindeckung mit Hohlpfannen, straßenseitige Öffnungen bzw. Treppenanlage modernisiert, Wasserpumpe an der Außenmauer. Wohnhaus: Fünfachsig mit Mitteleingang, ursprünglich mit Fachwerkfassade, die Anfang des 19. Jahrhunderts umgestaltet und verputzt wurde; originaler Dachstuhl, Walmdach. | A. 19. Jh       | 07.10.1986       | 27              |
| weitere Bilder                                                    | Pfarrkirche St. Martinus                                          | Kirchberg Am Schrickenhof 2 Karte                     | Es handelt sich um eine dreischiffige Hallenkirche, deren jetzige Bauform in drei wesentlichen Umbau- und Erweiterungsschritten entstanden ist. Auf Reste der Gründungskirche (9. Jh. oder früher) wurde im 12./13. Jh. eine vermutlich einschiffige spätromanische Kirche erbaut, was im nördlichen Querschnitt erkennbar ist. Dieser wurde Anfang des 16. Jahrhunderts zu einer zweischiffigen spätgotischen Kirche mit dreigeschossigem Turm und dreiseitigem Chor umgebaut und erweitert. 1912/13 erfolgte eine dreischiffige neugotische Erweiterung quer zur Längsachse des spätgotischen Baus. Durch den Erweiterungsbau von 1912/13 ist der Chor heute nach Süden orientiert, während der ehemalige Chor eine dreiseitige Apsis in der östlichen Außenwand bildet und der dreigeschossige Turm vor der westlichen Außenwand aufragt. Vor der Kirche und vor der 1832 erstellten Friedhofsmauer sind Grabkreuze des 17. und 18. Jh. aufgestellt. Auch Grabplatten sind in der Mauer eingelassen. Westturm (16. Jh.): - Dreigeschossig in Backstein, mit abgesetzten Geschossen und nördlichem Treppenhausbau - Im Erdgeschoss Südeingang mit stichbogigem Ziegelsturz und Bohlentür, schmale Bohlen im Fischgratmuster mit Eisennägeln. Der Nordeingang mit gleichem Sturz und Natursteinschwelle ist zugemauert. - Im 1. Obergeschoss rundbogige Blendnischen - Im 2. Obergeschoss rundbogige Schallarkaden - Achteckige, geschweifte, spitze Haube - Wendeltreppe mit neuem Steintreppenbelag, Zugang von innen mit Bohlentür. Ursprüngliche, zweischiffige Kirche mit Sakristei (9.–16. Jh.) Vor dem Verputzen 1971–74 sind im westlichen Bereich Bauteile des 9.–12./13. Jh. erkennbar geworden - Rippengewölbe auf Konsolen - Ehemaliger 3/8 Chor (heute Apsis) mit Schlussstein datiert 1521 - Die Decke des ehemaligen Seitenschiffs (nördl. Querschiff) ist ebenfalls von 1521 - In der Nordwand zugemauerter Eingang. Dreischiffiger Hallenanbau (1912/13) - 3/8 Chor nach Süden - Rippengewölbe mit verlaufenden Ansätzen. Historische Ausstattungsstücke Zum Denkmal gehören zahlreiche Ausstattungsstücke. Sie bilden mit der Kirche eine Einheit im Sinne von § 2 (2) Satz 3 DSchG. Altäre: a) Marienaltar, Barock (1660) b) Hochaltar, Rokoko (1740) c) Donatusaltar, Süddeutscher Barock (nach 1750) 1930 für die Kirche erworben. d) Heilige-Familien-Altar, Barock auf klassizistischem Unterbau. Skulpturen und Bilder a) Heiliger Josef mit Christuskind an der Hand, um 1500 b) Heiliger Antonius mit Christuskind auf dem Arm, 18. Jahrhundert c) Maria mit Christuskind, Tonfigur des 19. Jahrhunderts d) Totentafel von 1773 e) Ehrenmal von 1932 f) Stationsbilder aus dem 19. Jahrhundert g) Zwei Heiligenfiguren aus dem 19. Jahrhundert h) Gemälde „Kreuzigung Christi“, Spätbarock (17./18. Jh.) Grabplatten a) Grabstein der Maria Gertrud Baronesse von Berg, aus schwarzem Marmor, von 1714 b) Zwei Grabplatten an der Westwand des Turms, die rechte von 1702 Orgelstuhl, 19. Jh. Drei Weihwasserbecken, zwei von 1816, eines vermutlich aus dem 16. Jh. Taufstein von 1833 Sakramentshäuschen, eine gotische Nische mit Eisengitter Rokoko-Konsoltischchen Drei Glocken im Turm von 1674 1574 und 16. Jh. Heilige Geräte in der Sakristei Ziborium von 1785 und zwei Messkelche des 18. Jh. Zugehörige Anlagen (bzw. Teile von Anlagen) Zum Denkmal gehören mehrere Grabkreuze und Grabplatten außerhalb der Kirche a) links vom Kircheingang: vier Grabkreuze aus Blaustein (17. Jh.) und ein Obelisk aus Blaustein von 1823. b) Vor der östlichen Kirchhofsmauer: sechs Grabkreuze aus Blaustein (17./18. Jh.) c) An der nördl. Kirchhofmauer: Verwitterte und beschädigte Grabkreuze aus Blaustein. d) In der westl. Kirchhofmauer eingelassen. Zum großen Teil stark verwittert und beschädigte Grabplatten der Adeligen und einstigen Besitzer der Güter von Linzenich, Kichberg und Lorsbeck. Bedeutung Die Pfarrkirche St. Martinus Kirchberg ist bedeutend für die Geschichte des Menschen im Sinne von § 2 (1) Satz 2 DSchG. Sie geht auf eine frühchristliche Gründung zurück. Davon zeugt, dass sie dem Heiligen Martinus, dem vom König Chlodwig (um 500) erwählten Schutzherrn der Franken, geweiht ist und dass sie wie viele frühe Kirchen auf dem Berg erbaut wurde und für den Ort namensgebend war. Vermutlich handelt es sich um eine ursprüngliche Hofkapelle (Eigenkirche) des Berghofes, heute Schrickenhof. Zum ersten Mal ist sie urkundlich 922 erwähnt, als sie in den Besitz des St.-Ursula-Stifts von Köln kommt, das bis 1802 Patronatsrechte besaß. Sie war Mutterkirche von Bourheim und Pattern und Begräbnisstätte der Adeligen und Begüterten von Kirchberg, Linzenich und Lorsbeck, was die vielen erhaltenen Grabplatten und Grabsteine bezeugen. Der große Erweiterungsbau von 1912/13 zeugt von einem starken mit der Entwicklung der Papierindustrie einhergehenden Anstieg der Gemeindemitglieder Anfang des 20. Jh. Er ist eine baugeschichtliche eigenwillige Lösung, die von der üblichen Grundrissorientierung mit dem Altar nach Osten abgeht und einen südorientierten Chorraum entstehen lässt. Baugeschichtlich ist die Kirche insgesamt von besonderer Bedeutung, da sie Bauweisen vom 9. bis 20. Jh. aufweist und auch noch für archäologische Untersuchungen über die Ursprungskirche infrage kommt. | A. 16. Jh       | 23.01.1987       | 38              |
| weitere Bilder                                                    | Wymarshof                                                         | Kirchberg Wymarstraße 47 Karte                        | Bei dem sogenannten Wymarshof (im Volksmund genannt: Burg Kirchberg) handelt es sich um ein Herrenhaus von 1605 mit Turmanbau um 1900 und Vorburg von 1700 mit neueren Veränderungen. Es handelt sich um eine zweiteilige Wasserburg anstelle eines älteren Vorgängers; Zwischengraben verfüllt, Vorburggräben trocken, teilweise verfüllt. Das Herrenhaus selbst ist ein zweigeschossiges Backsteingebäude von sechs Achsen, hohes Sockelgeschoss, die beiden Mittelachsen als Eingänge ausgebildet mit breiter Freitreppe und gusseisernem Vordach (um 1900), Fenster alle um 1900 erneuert, Satteldach mit Treppengiebel, nördlich dreigeschossiger Turmbau mit Zinnenkranz; Vorburg ist 3-flügelige Backstein-Hofanlage um 1700 mit zweigeschossigem Pächterwohnhaus Anfang des 19. Jahrhunderts. | 1605            | 24.07.1985       | 7               |
| Fabrikantenvilla Villa Buth                                       | Fabrikantenvilla Villa Buth                                       | Kirchberg Wymarstraße 8 Karte                         | Die große, herrschaftliche Putzvilla gehört zu den weitgehend unverfälschten Wohnanlagen aus der Epoche der Industrialisierung. Sie entstand zum Ende des 19. Jahrhunderts, vermutlich 1893. Auffällig sind die reichlich verwendeten Putz- und Stuckformen der Neurenaissance. Das Gebäude hat fünf Achsen an der Straßen- und Gartenfront und vier an den Schmalseiten. Es ist zweigeschossig mit einem hohen rustizierten Sockelgeschoss, ein mit waagerechtem Fugenschnitt versehenes Erdgeschoss sowie ein glatt verputztes Obergeschoss. Im Obergeschoss sind alle Fenster von Pilastern (Wandpfeilern und Säulen) begleitet. Die Säulen sind mit Gesimsen voneinander getrennt und mit Lisenen (senkrechter, flacher Mauerstreifen dient meist nur der Gliederung der Mauerfläche) vertikal gegliedert (im Erdgeschoss kannelierte Pilaster). Die Fassaden werden von stuckierten Medaillons und Köpfen verziert. Vor die Mittelachse der Straßenfront tritt ein Risalit (ein aus der Fluchtlinie des Gebäudes in seiner ganzen Höhe vortretender Gebäudeteil), der von einem Balkon bekrönt wird. Die beiden Außenachsen sind mit flachen Satteldächern gedeckt und zur Straßen- und Gartenseite hin als stuckverzierter Giebel sichtbar. Zum Garten hin ist das Erdgeschoss vorhallenartig geöffnet und gibt den Blick auf ein ehemals gestaltetes Gartenparterre frei. Im oberen Bereich, unter der Dachzone, schließt der Baukörper mit einem Mezzaningeschoss ab, über dem sich flache Ziergiebel erheben. Im Inneren zeigt sich die Villa noch weitgehend originale Einbauten wie z. B. das Treppenhaus und Stuckdecken. Auf dem Grundstück befindet sich ein rundes Wasserbecken, das im Garten axial unmittelbar vor der Eingangstreppe des Hauses gelegen ist. Hinter der ehemaligen Gartentreppe – jenseits des Mühlenteichs - schließt sich eine weitläufige Parkanlage mit altem Baumbestand an. Dieser Park gehört untrennbar zum Baudenkmal der Villa. Der Zugang zum Park wird durch einen Verbindungsweg zwischen den Flurstücken 14 und 12 gesichert. Dieser Weg wird mit unter Schutz gestellt. | 1893            | 13.12.1990       | 57              |
| Gut Nierstein                                                     | Gut Nierstein                                                     | Koslar Niersteiner Weg Karte                          | Es handelt sich um eine vierflügelige Hofanlage aus Backstein. Rechts neben dem Wohnhaus ist eine Tordurchfahrt und auf der rechten Hofseite liegen verschiedene Wirtschaftsgebäude. Links vom Wohngebäude schließt sich das Pächterhaus an. Wohnhaus Zweigeschossig, Backstein, geschlämmt, flaches Satteldach (Ende 19. Jahrhundert) mit profilierten Sparrenköpfen, originale Sprossenfenster (19. Jahrhundert) aus Eiche – zur Hofseite im Erdgeschoss ein Holzstockfenster – mit Stichbögen und vorspringenden Sohlbänken, im Obergeschoss knappe Überfangbögen, Hofeingangstür Blausteingewände mit Stichbogen. Neuer Balkonvorsatz im Obergeschoss zum Garten. Innenausbau: Blaustein-Schiefer-Fußboden, Türen und Türrahmen aus dem 19. Jh., Stuckdecke, alte Treppe im Treppenhaus. Pächterhaus mit Anbau Zweigeschossig, Backstein, geschlämmt, steiles Satteldach (im Anbau flacher), originale Sprossenfenster mit Stichbogen und vorspringenden Sohlbänken, Keller mit Tonnengewölbe und mit altem Brunnen. Landwirtschaftliche Gebäude Vorderflügel (1704), eingeschossig, geschlämmt, Satteldach traufenständig, sechsachsig, dritte Achse Tordurchfahrt: korbbogig aus Blaustein, auf dessen Schlussstein Wappen der Familie „Schopen“, giebelständig. Rechte Hofseite; Scheune mit ehem. Turm an der Nord-Ost-Ecke; Satteldach, Backstein geschlämmt, zweigeschossig u. im Obergeschoss gekuppelte Rundbogenfenster mit Überfangbogen. Rückwärtige Scheune von 1975 mit Verwendung der alten Außenmauer (ehem. Stallungen). Hoffläche. Teilweise originale Kieselpflasterung Im Park alte Mauerreste mit zwei Backstein-Torpfeilern, Waschhaus (um 1900). Die Hofanlage lässt sich bis in das 14. Jahrhundert zurückverfolgen und stellt für die Siedlungsgeschichte und Wirtschaftsgeschichte des Jülicher Landes einen kontinuierlichen Faktor dar. | vor 19. Jh.     | 09.05.1990       | 54              |
| Gut Janshof                                                       | Gut Janshof                                                       | Koslar Theodor-Heuss-Straße 8 Karte                   | Die Architekturformen der Vierflügelanlage aus Backstein sind Ausdruck von Zeitgeist des 18. u. 19. Jh. Die weitläufige Hofanlage besteht aus einer Garten- und einer Hofseite. Die Gartenseite hat eine Durchfahrt, deren Entstehungszeit um 1900 angenommen werden kann. Rechts an der Tordurchfahrt schließt das Wohnhaus an. An der rechten linken und rückwärtigen Hofseite befinden sich Wirtschaftsgebäude aus geschlämmtem Backstein. Wohnhaus: Das zweigeschossige, traufenständige Wohnhaus trägt ein Dachgesims. Die Dachhaut des geschlämmten Gebäudes wurde erneuert. Gartenseite: Das Herrenhaus aus Backstein hat an der Gartenseite fünf Achsen und einen geraden Sturz. Die Fenster sind mit Blausteinsohlbänken versehen. Der Eingang der Gartenseite befindet sich in der Mittelachse (Erdgeschoss) und hat ein Blausteingewände mit geradem Sturz und Keilsteinen, Während die Tür des Backsteinbaus modern gestaltet ist, deuten die Fensterformen auf das 19. Jahrhundert hin. Teilweise liegen Sprossenfenster vor. Die Fensterläden und die Freitreppe des Wohnhauses wurden modern verändert. Die vier kleinen Fenster des Kellers sind mit Blausteingewänden verziert. Hofseite: An der Hofseite hat das Herrenhaus fünf Achsen, Blausteingewände sowie einen Stichbogensturz mit Keilstein. Die Fenster sind mit Blausteinsohlbänken versehen, außerdem sind Sprossenfenster vorhanden. An der Hofseite befindet sich der Eingang in der Mittelachse (Erdgeschoss). Die Tür des Wohnhauses ist alt, wohingegen die Freitreppe des Gebäudes neueren Datums zeugt. Von Außen sind eine Kellertür sowie zwei Kellerfenster mit alten Holzrahmungen sichtbar. Die Dachkonstruktion des Herrenhauses ist gut erhalten. Keller: Die Kellermauer deutet auf das 18. Jahrhundert hin. Der Keller besteht aus drei Räumen, die mit rd. 1,30 m eine sehr niedrige Höhe aufweisen. Es handelt sich um Tonnengewölbe. Der Boden des Kellers wurde mit Lehm gestampft. Von der Hofseite ist der Keller über eine Tür zugänglich. An den Außenseiten befinden sich mehrere Kellerfenster, im zweiten Kellerraum ist ein ehemaliger Brunnenschacht vorzufinden, dessen Wasser versiegt ist. Tordurchfahrt: Links an das Wohnhaus schließt eine Tordurchfahrt aus Backstein mit Korbbogen und Zinnen an. Die Höhe beträgt ungefähr 7–8 m. Die Tordurchfahrt wird auf 1880 datiert und ist dem Historismus zuzuordnen. Scheune: Im Maueranker wird die der Tordurchfahrt gegenüberliegende Scheune auf 1874 datiert. Der Backsteinbau mit zwei Flachbogeneinfahrten sowie einem Satteldach mit Hohlpfannen, welches früher strohbedeckt war, zeigt sich noch in gutem Originalzustand. Außenmauer: Die Außenmauer des Wirtschaftsgebäudes ist denkmalwert, sie dient als Abgrenzung der Hofanlage und nur dadurch kann die vierflügeligen Hofanlage dokumentiert werden. Sie ist zweigeschossig, aus Backstein und teilweise verputzt. Die Entstehungszeit deutet auf die 2. Hälfte des 19. Jahrhunderts hin. Die übrigen Gebäudeteile sind nicht denkmalwert. Innenhof: Der Innenhof der Anlage gehört ebenfalls zum Baudenkmal. Er zeichnet sich entlang der Gebäude durch eine Kieselpflasterung aus. Der Hof war im Jahre 1635 noch ein bescheidenes Bauernanwesen. Städtebauliche Gründe sind gegeben, da Gut Janshof von ortsbildprägendem Charakter ist. Es zeigt die typische fränkische Art, die Geschlossenheit einer Hofanlage als traditionelle Form der Grundstücksbebauung. | um 1900         | 03.09.1990       | 58              |
| 2 Grabkreuze                                                      | 2 Grabkreuze                                                      | Mersch Agathenstraße 1 Karte                          | Auf dem alten Friedhof an der Kirche in Mersch befindet sich rechts vom Eingang der Kirche ein Blausteinkreuz, das ungefähr auf Ende des 17. Jahrhunderts datiert ist. Nur das obere Teilstück ist noch auf einem Sockel erhalten. Die Reste einer Inschrift sind nicht mehr entzifferbar, der Korpus soll ein Kind darstellen. Auf der Wiese an der Kirche befindet sich ein Kreuz auf Sockel aus Muschelkalk. Folgende Inschrift ist noch erkennbar: Andenken an den wohlachtbaren Herren Pet. Dohmen geb. a. 15. Nov. 1823 gest. a. 11. April 1889 und seine Gattin M. Kath. Schmitz geb. a. 26. April 1826 gest. a. 22. Februar 1902 RIP | 17. Jh.         | 15.06.1993       | 68              |
| Grabkreuz der Familie Steufmehl                                   | Grabkreuz der Familie Steufmehl                                   | Mersch Friedhof Mersch Karte                          | Auf dem neuen Friedhof befindet sich das Grabmal der Familie Steufmehl 1885–1923 und Maria Schmitz 1916–1964. Es handelt sich um einen Kunststein mit eingesetztem Relief „Christus unter dem Kreuz“, vermutlich Zeit des Art déco. Das Kreuz ist von besonders künstlerischem Wert. | 1923            | 15.06.1993       | 68b             |
| Grabkreuz der Familie Havertz                                     | Grabkreuz der Familie Havertz                                     | Mersch Friedhof Mersch Karte                          | Auf dem neuen Friedhof befindet sich das Grabkreuz aus Muschelkalk, das eine expressionistische Form um 1930 aufzeigt. In der Mitte befindet sich eine Figurennische „Maria mit Kind auf Erdkugel mit Mondsichel“. Rechts und links davon befinden sich die zwei Marmorinschrifttafeln mit den Namen Gerhard Havertz, Elisabeth Havertz, Josef Havertz, Agnes Havertz. Unter der Figurennische befindet sich eine Inschrift, die jedoch unleserlich ist. | 1930            | 15.06.1993       | 68c             |
| weitere Bilder                                                    | Pfarrkirche St. Agatha                                            | Mersch Hahnengasse 1 Karte                            | Bei der Pfarrkirche St. Agatha Mersch handelt es sich um einen gotischen Kirchenbau aus dem 15./16. Jahrhundert. Der Hauptbau der Kirche ist ein kleiner Saalbau mit eingezogenem, vorgelagertem Westturm von drei Geschossen, stufenweise abgesetzt, schmales spitzbogiges Portal, später zugemauert zu niedriger Segmentbogentür, in I. Obergeschoss tiefe 2-geschossige Blendnischen, im Obergeschoss Schallarkaden mit Maßwerk, spitze achteckige Haube; an das Hauptschiff angebaut neugotische 3-schiffige Hallenkirche mit 3/8-chorschluss, Sakristeianbau, Backstein mit Sandsteingliederungen und Maßwerk, nördlich über das alte Hauptschiff weggezogen, Neubau 1. Hälfte des 20. Jahrhunderts, Bruchstein mit offener Vorhalle mit drei Arkaden, im Erdgeschoss bossiertes Quadermauerwerk, in der Nordostecke Rest der alten gotischen Sakristei, am alten Außenchor Missionskreuz von 1735, erneuert im Oberbau im 19. Jahrhundert, Material Holz, farbig gefasst. Historische Ausstattungsstücke: Flandrischer Hochaltar (Schnitzaltar). Die Kirche und das genannte Inventar der Pfarrkirche St. Agatha, Mersch, sind bedeutend für die Geschichte des Menschen, erhaltenswert aus wissenschaftlichen, besonders architektur- und ortsgeschichtlichen sowie städtebaulichen Gründen. | 19. Jh.         | 28.04.1986       | 14              |
| Spolien in der Mauer                                              | Spolien in der Mauer                                              | Mersch Hahnengasse 4 Karte                            | In dem Haus Hehnengasse 4 sind zwei alte Kreuze (Spolien) in der Hausmauer eingelassen. Das Kreuz von 1685 ist aus Blaustein, das Kreuz von 1665 ist aus Trachyt. Das letztgenannte Kreuz zeigt noch deutlich eine Sonne mit Inschrift ISP, darunter ein stilisiertes Herz. Die Inschrift ist stark verwittert, jedoch ist noch gut das Wappen der Familie oder einer Zunft zu erkennen. Das Kreuz von 1685 ist stark verwittert, jedoch sind umrissmäßig dieselben Symbole erkennbar. Der noch entzifferbare Text der Kreuze lautet: 1. Kreuz IHS Anno 1665, den 2. Februar ist der Tugend.........szers in dem Herrn Entschlafen 2. Kreuz IHS Anno 1685, den.... Ist die....... GSDSG GSDSG heißt „Gott sei Deiner Seele gnädig“ | 19. Jh.         | 15.06.1993       | 68a             |
| Hofanlage                                                         | Hofanlage                                                         | Merzenhausen Kirchweg 4 Karte                         | Das Gehöft in Merzenhausen, Kirchweg 4, ist ein stattliches Vierkantgehöft aus Backstein, lt. Datierung 1719 erbaut. Das Wohnhaus mit Satteldach zeigt geschweifte Giebel. Der Innenhof wird erschlossen über eine rundbogige Tordurchfahrt. Die Innenaufteilung der Häuser ist weitgehend original, ebenso die Deckenausgestaltung als Kölner-Decken. Die Hofanlage gehört zu einer Reihe von stattlichen Höfen, die man in Merzenhausen antrifft, doch ist die architektonische Ausgestaltung der Fassade seltener und die Originalität des Inneren von besonderem Wert. Die prägnante Lage, als Einzelgehöft in der Ortsmitte, verleiht der Hofanlage aus städtebaulicher Sicht einen wesentlichen Stellenwert. | 1719            | 18.06.1984       | 3               |
| Wohnhaus                                                          | Wohnhaus                                                          | Merzenhausen Kirchweg 9 Karte                         | Das Wohnhaus ist der gut erhaltene Teil eines ehemals größeren langgestreckten, quergeteilten Bauernhofes. Links ist es flankiert von einem stark umbauten Wohnhaus, rechts von einem modernen Wohnhaus, das die ehemals zugehörige Fachwerkscheune ersetzt. Es handelt sich um eine traufenständiges, zweigeschossiges Quergiebelhaus, das nicht unterkellert ist und ein sehr steiles, mit braunen Tonpfannen gedecktes Satteldach aufweist. Zur Straße hin ist das Untergeschoss massiv, das Obergeschoss mit Kniestock aus strebenlosem Fachwerk mit liegenden Gefachen, teilweise ausgemauert. Die Deckenanlage des Obergeschosses weist vier Ankerbalken auf, deren Durchsteckzapfen an jedem zweiten Ständer außen sichtbar sind. Das Obergeschoss hat drei vergrößerte Fenster (zwei davon mit Oberlicht, eine neue Eingangstür) sowie vier originale Fensteröffnungen mit Sprossenfenstern und Klappläden. An der zweigeschossig massiven Hofseite des Hauses sieht min im Obergeschoss einen eingemauerten und auf konsolenabgestützten Ständern, ebenfalls die mit Durchsteckzapfen gesicherten Ankerbalken. Die ursprüngliche Dachkonstruktion mit Krummsäulenstuhl und Kehlriegeln ist relativ gut erhalten. | um 1900         | 02.08.1990       | 59              |
| Hofanlage                                                         | Hofanlage                                                         | Merzenhausen Prämienstraße 12 Karte                   | Es handelt sich um eine dreiseitige Hofanlage, welche in die Straßenrandbebauung vom Merzenhausen eingebunden ist. An der Straßenseite steht links das traufenständige Wohnhaus, rechts schließt sich ein Hofeinfahrtstrakt an. Die rechte Hofseite ist vom ehemaligen Stall, die rückwärtige Hofwand von einer großen Scheune begrenzt. Die Gebäude und die Hoffläche erfüllen die Voraussetzungen eines Baudenkmals. Wohnhaus: Zweigeschossig, traufenständig zu fünf Achsen; Eingang in der Mittelachse mit Blausteingewänden, Freitreppe aus Blaustein, Doppelpfeilertüren; Oberlicht; Fenster mit Blausteinsohlbänken, im Obergeschoss drei originale Sprossenfenster, die übrigen Fensteröffnungen original – aber ohne Sprossen; Satteldach mit rötlichen Tonpfannen eingedeckt. Tordurchfahrt: Korbbogig, Hofseite verändert Scheune: Zwei korbbogige Einfahrten, Pfettendach mit liegendem Stuhl und Leitern. Ehemalige Stallungen: zweigeschossig, zugemauerte Toreinfahrt Hoffläche: Kopfsteinpflaster aus den 50er Jahren | 19. Jh.         | 19.12.1986       | 31              |
| Hofanlage                                                         | Hofanlage                                                         | Merzenhausen Prämienstraße 14 Karte                   | Es handelt sich um eine kleine, dreiseitige Wohnhofanlage aus Backstein mit einem Innenhof, 17. Jahrhundert. Die Anlage ist an beiden Seiten angebaut. Das giebelständige Wohnhaus hat einen schmalen Hofeinfahrtstrakt, mir ehem. alten Kuhstall. Die restlichen Bauwerke (Mauern, Scheunenreste) sind nicht denkmalwert. Wohnhaus: Zweigeschossig, verputzt (in weiß), giebelständig zu drei (im Erdgeschoss) bzw. zwei Achsen (Obergeschoss), Fenster mit Flachbögen, Steingewänden, Sohlbänken, neuer ganzflächiger Verglasung und Schlagläden. Satteldach, im Dachgeschoss zwei kleine Fenster mit geradem Sturz, neuer Dachaufbau mit Dachhaut. Giebelseitig Schornstein. Hoher Kellersockel, halbversetztes Kellergeschoss mit drei kleinen Fensteröffnungen und einer kleinen Öffnung am rechten Rand (neu). Oberhalb des Kellergeschosses Gesims. Einfahrtstrakt: An der linken Seite vom Wohnhaus korbbogige Durchfahrt, daneben alter Kuhstall (Erdgeschoss), verputzt, Gesims. Historischer Innenausbau: Unter dem Wohnzimmer tonnengewölbter Kellerraum mit vier Nischen (für Weinflaschen), alte Treppe noch vorhanden, Straßenseite drei Kellerfenster. Die genannte Hofanlage ist bedeutend für die Geschichte des Menschen aus heimat- und siedlungsgeschichtlichen Gründen. Der Wohnbereich ist vollständig erhalten, die ursprüngliche Form der typischen rheinischen Hofanlage ist noch gut zu erkennen. Siedlungsgeschichtlich bedeutend ist die Hofanlage als Teil einer Gruppe im 18. und 19. Jahrhundert aneinandergereihter Hofanlagen. | E. 17. Jh.      | 04.09.1986       | 24              |
| Hubertushof                                                       | Hubertushof                                                       | Merzenhausen Prämienstraße 29 Karte                   | Der Hubertushof ist das herausragendste (im 17. Jh. erbaute) Vier-Seit-Gehöft in einer Reihe stattlicher Drei- und Vier-Seithöfen in der Prämienstraße in Jülich, Stadtteil Merzenhausen, mit besonders eindrucksvollen Architekturmerkmalen der Entstehungszeit: geschweifte Giebel, Fenster mit Blausteingewänden, Blausteinportal mit genagelter Tür des 18. Jahrhunderts. Trotz der weitgehend erneuerten Wirtschaftsgebäude auf historischem Grundriss ist der charakteristische Gesamteindruck einer fränkischen Hofanlage des 17. Jahrhunderts im Jülicher Land gut überliefert und ablesbar. | 17. Jh.         | 18.06.1984       | 2               |
| Hofanlage                                                         | Hofanlage                                                         | Merzenhausen Prämienstraße 31 Karte                   | Die vierseitige Hofanlage stammt aus dem 17. Jahrhundert. In einem Keilstein der segmentbogigen Tordurchfahrt ist das Jahr 1667 datiert. Der Torbogen mit seiner genagelten Hoftor entspricht dieser früheren Bauzeit. Vom ursprünglichen zugehörigen, giebelständigen Wohnhaus zeugt nur noch die erhaltene feldseitig Traufwand, in der hohe, schmale, heute verschlossene Fensteröffnungen wahrnehmbar sind. Das Wohnhaus wurde in der ersten Hälfte des 19. Jahrhunderts erneuert. Anstelle des alten Wohnhauses wurde ein traufständiges, gleichmäßig gegliedertes, von klassizistischen Baudetail gekennzeichnetes Gebäude errichtet. Als ehem. Gerberei und als Wohnsitz eines im 19. Jahrhundert zugezogenen Gewerbetreibenden ist die Hofanlage von ortsgeschichtlicher Bedeutung. Die Fassade der Hofanlage ist im Zusammenhang mit dem Hubertushof in städtebaulicher Hinsicht ortsbildprägend. | 1667            | 11.07.1991       | 64              |
| Vierkanthof                                                       | Vierkanthof                                                       | Merzenhausen Prämienstraße 45 Karte                   | Es handelt sich um einen aufwändigen Vierkanthof aus Backstein, welcher freistehend ist. Die Hofanlage stammt in dem straßenzugekehrten Bereich bestehend aus Wohnhaus (1) mit danebenliegender Tordurchfahrt (2) und zwei Scheunen (4 und 5) von 1787. Die Hoffläche ist mit Kopfsteinpflaster (Katzenköpfe) bedeckt, an der Seite vom Wohnhaus steht im Innenhof eine alte gusseiserne Wasserpumpe. Wesentliche Bestandteile des Denkmals Wohnhaus: Zweigeschossig, geschlämmt, traufenständig zu vier Achsen, Fenster mit Werksteingewänden, Segmentbogenstützen mit Keilsteinen, Sprossenfenster mit neuen Schlagläden, an der Traufenseite datierte Jahreszahl 1787; Satteldach mit Dachgesims und (eternit-) verschieferter Eindeckung, beim Dachstuhl Sparren erneuert, sonstige Konstruktion alt. Giebelseiten geschlämmt, Gesimse und je ein Fenster, im Ober- und Erdgeschoss, mit Sprossenfenster und zwei kleine Fenster im Dachgeschoss, alle korbbogig. Hofseite: - Eingangstür und ein Fenster zur Küche mit Segmentbogenstürzen und Keilsteinen, im Obergeschoss eine Tür mit Balkonartigem Vorbau. Im Innenbereich des Wohnhauses original Kölner Decke. Tordurchfahrt: - Im linken Teil des Wohnhauses überbaut (die Räume werden nicht mehr benutzt), korbbogig mit Keilstein und Datierung 1787 - In der Durchfahrt, auf der rechten Seite, zwei alte Türen mit Segmentbögen und Keilstein mit der Datierung 1787; die zweite Tür war früher ein Kellereingang. - Linke Seite, Tür mit Holzrahmung. Wirtschaftsgebäude: - Aus Backstein mit Satteldach und Durchfahrt zu den Feldern (Scheune rückwärtige Hofseite – 4), aus dem 19. Jh. im 20. Jahrhundert stark verändert. | 1767            | 25.02.1988       | 48              |
| Hofanlage                                                         | Hofanlage                                                         | Merzenhausen Prämienstraße 46 Karte                   | Es handelt sich um eine dreiseitige Hofanlage mit großem, traufenständigem Wohnhaus und schmalerem Hofeinfahrtstrakt. An der linken Hofseite schließt sich ein ehemaliger Pferdestall an das Wohnhaus an. An der rückwärtigen Hofseite sind die Umfassungsmauern einer ehemaligen Scheune mit Tordurchfahrt zum Feld erhalten. Den rechten Hofabschluss bildet eine hohe Mauer. Wohnhaus: Zweigeschossig, traufenständig zu neun Achsen, in der neunten Achse von links rundbogige Tordurchfahrt; in der sechsten Achse Eingang mit Blausteingewände und Freitreppe; Fenster mit Blausteingewänden und Schlagläden, Sprossenfenster; Krüppelwalmdach über Wohnteil, Satteldach über Einfahrtstrakt. Hofseitig neben der Tordurchfahrt ein Fenster mit Blausteingewänden und Schlussstein, der die Datierung beinhaltet („1766 MMB“). Ehemalige Stallung: Im vorderen Teil gut erhalten, im hinteren ruinös. Ehemalige Scheune: Nur Umfassungsmauern mit Tordurchfahrt erhalten. Hoffläche: Im Einfahrtsbereich ursprünglicher Steinbelag erhalten. Historischer Innenausbau: Tonnengewölbte Kellerräume mit Backofen, ursprünglich Treppenhaus, Kaminanlage im Erdgeschoss, ursprünglicher Dachstuhl. | 1766            | 13.01.1987       | 35              |
| Wegekreuz                                                         | Wegekreuz                                                         | Pattern Kreuzstraße / Ecke Serrester Weg Karte        | Im Jahre 1860 wurde zur Erinnerung an die Feier der ersten hl. Messe des neuen Gemeindepfarrers Mathias Breuer von der Gemeinde Pattern ein Wegekreuz aus Blaustein errichtet. Der Kreuzpfeiler wird durch kräftige und ausladende Gesims untergliedert. In der Mitte des Wegekreuzes ist eine rundbogige, muschelartige Sakramentsnische eingelassen. Der Pfeiler wird von einem schlichten Kreuz mit gusseisernem Corpus bekrönt. Das Wegekreuz ist bedeutend für die Geschichte, weil es eine bestimmte Absicht ausdrückt. Die Inschrifttafel im unteren Teil des Schafts gibt Datum der Errichtung und den Anlass an. Es wurde am 2. September 1860 aus Anlass der Primiz des Pfarrers Mathias Breuer errichtet. Inschrift: HOChgeLobt seI Vnser Wahres VorbILD IesVs ChrIstVs, Von NVN an, bIs ZV eWIgen zeIten. Amen. DIESES KREUZ HAT ERRICHTET DIE GEMEINDE PATTERN; ALS UNSER GESHLICHES ANDENKEN AN DIE FEIER DER ERSTEN HL. MESSE DES HOCHW: HERN MATHIAS BREUER AM 2. SEPT: 1860 Zwischen der Datumsangabe 1860 und dem Chronogramm im ersten Teil der Inschrift besteht ein Widerspruch, denn die römischen Ziffern im Chronogramm ergeben das Jahr 1862. | 1860            | 18.09.1990       | 60              |
| Wohnhaus                                                          | Wohnhaus                                                          | Pattern Kreuzstraße 101 Karte                         | Es handelt sich um ein giebelständiges Wohnhaus aus der 2. Hälfte des 18. Jahrhunderts mit Backsteingiebelwand, Seitenwände im Unterbau Backstein, im Obergeschoss Fachwerk verputzt, Straßengiebelseite zu drei Achsen mit Eingang in der Mittelachse mit Segmentbogensturz und Keilstein, 3-stufige Freitreppe, alles in Blaustein; Sohlbänke der Fenster Blaustein, Fenster im 19. Jahrhundert mit geradem Sturz verändert, modern erneuert mit Rollläden; Traufseite mit hölzernen Fensterstöcken; Krüppelwalmdach. | 2. H. 18. Jh.   | 26.06.1986       | 16              |
| Hofanlage                                                         | Hofanlage                                                         | Pattern Kreuzstraße 56 Karte                          | Es handelt sich um eine vierseitige Hofanlage aus dem 18. und 19. Jahrhundert, bestehend aus Backstein und Fachwerk. An der Straße liegt das Wohnhaus mit einer Tordurchfahrt (1); an der linken Hofseite ein Backhaus und ein Stall; rechte Hofseite ein neuer Stall (erbaut um 1950) und ein Schuppen; auf der rückwärtigen Hofseite eine große Scheune Wohnhaus: Datiert im Mauerwerk 1730 im Kern 17. Jahrhundert oder älter aus Fachwerk, verändert im 19. Jahrhundert, mit Holztor vom Ende 19. Jahrhundert traufenständig, aus Backstein (Straßen- und linke Giebelseite) und Fachwerk (Hof- und rechte Giebelseite); zweigeschossig. Straßenseite: Sechsachsig, mit danebenliegender überbauter Tordurchfahrt 5. Achse von links, Eingangstür von ca. 1880; Sprossenfenster (Ende 19. Jahrhundert) mit Doppelverglasung erneuert und Flachbogensturz; Satteldach, profiliertes Traufgesims des 19. Jahrhunderts. Hofseite: Erdgeschoss aus Backstein und Obergeschoss aus Fachwerk mit Durchsteckzapfen; rechte Giebelseite; aus Fachwerk, Stockwerkbauweise, die alte Fensteraufteilung noch erkennbar. Raumaufteilung des Gebäudes: Ein Fünfraumhaustyp mit alter Kölner Decke. Ein alter Kellerraum mit Gewölbedecke an der Straßenseite, Eingang von der Tordurchfahrt aus. Backhaus: ungefähr 1900 erbaut, aus Backstein, mit drei flachbögigen Öffnungen und einem Pultdach. Backhaus noch funktionsfähig. Ehem. Stall: erbaut um 1880, aus Backstein, 1 ½-geschossig mit Pultdach und unterkellert, vier Türen mit Oberlicht (Metallsprossen), preuß. Kappengewölbe. rückwärtige Scheun: erbaut zweite Hälfte 19. Jahrhundert, aus Backstein mit korbbogiger Tordurchfahrt, Satteldach mit Binderkonstruktion. Außenmauer: vom Schweinestall und Schuppen, 19. Jahrhundert Gusseiserne Wasserpumpe: 19. Jahrhundert, Brunnenschachtdeckel und Ablaufplatte aus Basalt, Wasserpumpe aus Gusseisen (noch funktionsfähig). Die Hofanlage ist bedeutsam für die Geschichte des Menschen im Sinne von § 2 (1) Satz 2 DSchG. Sie ist als typische vierseitige rheinische Hofanlage von orts- und heimatgeschichtlicher Bedeutung. Das Wohnhaus (früher ganz aus Fachwerk mit einem späteren Maueranker von 1730) stand vermutlich schon vor dem Dreißigjährigen Krieg (1618 bis 1648) an dieser Stelle. Aufgrund seiner seltenen alten Fachwerkkonstruktion mit Ankerbalken und Durchsteckzapfen ist es von besonderer baugeschichtlicher Bedeutung. Auch stellt es ein gutes Beispiel eines Fünfraumhauses dar. | 1730            | 09.10.1986       | 29              |
| weitere Bilder                                                    | Kath. Pfarrkirche „St. Stephanus“                                 | Selgersdorf Altenburger Straße 18 Karte               | Es handelt sich um eine schlichte dreischiffige Hallenkirche aus Ziegel- und Tuffstein mit einer Flachdecke aus Holz, Mittelschiff mit 3/8-Chorschluss (nach Westen gerichtet) und einem vorgesetzten Ostturm. Der Turm ist viergeschossig mit achtseitiger verschieferter Haube und einem flankierenden Treppentürmchen an der rechten Turmseite. Die Unterschutzstellung wird auf die historische (ursprüngliche) Bausubstanz von 1913/14 beschränkt. Historische Ausstattung: Im Inneren der Kath. Pfarrkirche St. Stephanus befinden sich folgende historische Ausstattungsstücke, die mit dem Bauwerk eine Einheit im Sinne von § 2 (2) Satz 3 DSchG bilden. - Zwölf geschnitzte Apostelfiguren von einem ehemaligen spätgotischen Altar (1450 bis 1470) aus Eichenholz, Größe 37 bis 38 cm, neuerdings einfarbig, Künstler unbekannt. - Heiliger Stephanus vom ehemaligen Hochaltar aus Eichenholz, barock, um 1700, Künstler unbekannt - Zwei Engelfiguren (Putten) aus Eichenholz, barock, um 1700, Künstler unbekannt, vom ehemaligen Hochaltar - Stephanusfigur aus Eichenholz von 1450 An der Kirchhofsmauer (Nordseite des Grundstücks der Pfarrkirche): - Zehn schmucklose Grabsteine aus dem 17./18. Jahrhundert, - Neun Grabkreuze aus weißem Sandstein, teilweise in einem guten Zustand, teilweise Fragmente, Schrift größtenteils schwer lesbar. - Eine Grabsteinplatte aus rotem Sandstein. Die Pfarrkirche wird zum ersten Mal 1255 erwähnt, in einer Urkunde erst 1371. Sie war aber vermutlich bedeutend älter, 8./9. Jahrhundert. 1266 begann man mit dem Bau der ersten Kirche aus Stein, Vorgängerbauten wahrscheinlich aus Holz. Im 18. Jahrhundert wurde diese baufällig und musste durch eine andere ersetzt werden. Ende des 19. Jahrhunderts wurde der Neubau zu klein, er wurde aber erst 1923 abgerissen. Die heutige Pfarrkirche entstand 1913/14 an einem neuen Standort (an der Straße liegend) neu. Diese wurde vom Architekten Sültenfuß aus Düsseldorf unter dem damaligen Pfarrer Wimmer (1903 bis 1930 in Selgersdorf) erbaut, in der Pfarrkirche neben dem Eingang ist eine Gedenktafel angebracht. Im Juni 1914 fand die Einweihung statt. Die neue Kirche „St. Stephanus“ wurden im neugotischen Stil aufgebaut, sie ist damit eine der wenigen neugotischen Kirchen in Jülich. Neugotisch war eine Wiederbelebung der gotischen Stilrichtung (in Deutschland ca. 1235 bis 1520) Baugestaltung im 19./20. Jahrhundert. Diese war als Bestandteil des Historismus in Europa verbreitet und vereinzelt bis in die jüngste Zeit fortlebend. | 1913–14         | 22.04.1987       | 42              |
| Preußischer Meilenstein                                           | Preußischer Meilenstein                                           | Stetternich B 55 Stetternich Karte                    | Meilenstein; ca. 3 m hoch in Form eines Obelisken, unter dem Relief des Preuß. Adlers die Inschrift „KOELN 5 MEILEN“. Der Meilenstein an der ehem. Staatsstraße von Köln nach Aachen wurde Ende 1817, Anfang 1818 aufgestellt. Insgesamt wurden hier sieben Meilensteine, 7 ½ Meilensteine und 15 ¼ Meilensteine zwischen der Bezirksgrenze Köln/Aachen und dem Weißen Haus in früheren Kreis Eupen aufgestellt. Heute sind an dieser Straße noch fünf Meilensteine und sechs Glocken anzutreffen. | 1817            | 17.01.1989       | 50              |
| Gut Lindenberg                                                    | Gut Lindenberg                                                    | Stetternich Gut Lindenberg Karte                      | Vierflügelige ehemalige Vorburg. Es handelt sich um eine zweiteilige Wasserburganlage, die am Ortsrand von Stetternich zwischen dem Ellebach und dem Mühlengraben gelegen ist. Die Burganlage umfasst eine noch zum Teil mit Wassergräben umgebene Vierflügelige ehemalige Vorburg – später Gutshofanlage mit Pächterwohnhaus von 1743 – sowie nördlich davon einen wasserumgebenen Hügel, auf dem noch Reste der mittelalterlichen Hauptburg (zwei Türme, Maueransätze, Wälle) erhalten sind. Ecktürme der mittelalterlichen Burganlage aus dem 15./16. Jahrhunderts Rundturm aus Backstein mit Maueransätzen, zweigeschossig, Kegeldach, unter der Traufe Klötzchenfries. Eingänge zum UG und EG 1960 zur Kapelle ausgebaut. Alte Holzbalken-Deckenkonstruktion. Aus Backstein, dreigeschossig, unterkellert, Zeltdach. Wohl ehemals der Wohnturm. Mehrfach ausgebesserte und veränderte Öffnungen im Mauerwerk, teilweise vermauerte Quersprossenfenster, teilweise Buntsandsteingewände. Im 1. Geschoss Lehmboden, Kaminschacht und zugemauertes Fenster Im 2. Geschoss tiefe Mauernischen. Alte Holzbalkendecken, Dachkonstruktion und Einschubtreppe. Kellergeschoss mit Tonnengewölbe. Ehemalige Vorburg, heutiger Gutshof, 18. – 20. Jahrhundert umgebaut und erneuert. Wohnhaus: 1743; Langgestreckter zweigeschossiger Backsteinbau, Außenseite zu sieben Achsen. Fensteröffnungen mit Stichbögen. Sprossenfenster mit Oberlicht, Klappläden. Vermauerte korbbogige Durchfahrt an der Außenseite (2. Achse von links, Datierung 1743 im Keilstein) sowie an der Hofseite zu sehen. Satteldach mit hofseitigem Kranerker. Vierflügelige Anlage aus einfachen Backsteinbauten mit Satteldächern. Wirtschaftsgebäude: Scheunentrakt im Anschluss an das Wohnhaus mit hofseitig korbbogige Toreinfahrt. Im Winkel in gleicher Firsthöhe anschließend 1 ½ geschossiger Stalltrakt; Datierung im Mauerwerk 1839. Hofseitig ältere Mauerreste sichtbar, moderne Fenster an der Außenseite. Bemerkungen zu den übrigen Wirtschaftsbauten: Die beiden Stallgebäude des mittleren 1½-geschossigen und vorderen 1-geschossigen Hofflügels sind unter Verwendung älterer Baureste nach 1945 wieder aufgebaut worden. Sie sind nicht in der Substanz, sondern in Größe und Bauform sowie Anordnung der Gebäude zueinander als vierflügeliger Wirtschaftshof erhaltenswert. Als zugehörige Anlage zum Baudenkmal „Gut Lindenberg“ wird die Grabenanlage der mittelalterlichen Wasserburg unter Schutz gestellt. | 19. Jh.         | 19.07.1993       | 73              |
| Wegekreuz bei Gut Lindenberg                                      | Wegekreuz bei Gut Lindenberg                                      | Stetternich Gut Lindenberg Karte                      | Im Bereich des Zugangs der Burganlage Gut Lindenberg ist ein Wegekreuz aus Blaustein, ca. 4 Meter hoch errichtet. Es stammt aus der Mitte des 18. Jahrhunderts. Beschreibung des Wegekreuzes: Dreifach gestufter Kreuzespfeiler: Im mittleren Teil Darstellung der Mater dolorosa als Flachrelief, oben im Kreuz kleiner Korpus Christi als Hochrelief. Das Wegekreuze stand früher an der Landstraße zwischen Jülich und Stetternich und wurde in den 1970er Jahren an Gut Lindenberg wieder errichtet. Es soll von einem früheren Gutsherrn gestiftet worden sein. | 19. Jh.         | 19.07.1993       | 73-02           |
| weitere Bilder                                                    | Kath. Pfarrkirche St. Martinus                                    | Stetternich Martinusplatz 10 Karte                    | Bei der kath. Pfarrkirche in Stetternich handelt es sich um einen kleinen Saalbau mit einem quadratischen Westturm zu 3 Geschossen von 1716 mit älteren Fundament aus verschiedenen Steinmaterialien. Das Kirchenschiff (Langhaus und Chor) wurde im Zweiten Weltkrieg schwer beschädigt und wieder neu aufgebaut. Die Kirche ist ursprünglich eine Gründung des ersten Jahrtausends und ist dem Hl. Martin geweiht, der insbesondere von den Franken sehr verehrt wurde. Die Kirche entstand ungefähr um 700 und war zuerst aus Holz. Im 15. Jahrhundert entstand eine gotische Kirche, deren Fensterreste heute in der Südwand eingemauert sind. Nach 1674 wurde die Kirche erweitert, 1716 entstand der Kirchturm, auf älteren Resten. Im Jahre 1800 brannte die Kirche ab und wurde bis 1804 neu aufgebaut. Mitte des 19. Jahrhunderts kam die Orgelbühne dazu, 1936 entstand der Erweiterungsbau der Kirche (Chor und Sakristei). Westturm (1716 mit älterem Fundament): Aus Backstein, dreigeschossig mit jeweils eingezogenen Stockwerken und profilierte Bausteinstockgesims, im Mittelgeschoss (Nord-, Süd- und Westseite) Blenden mit je zwei geschlossenen Korbbogen, im obersten Stock auf jeder Seite zwei rundbogige Schallfenster mit geradem Gewände und Zeltdach. Gedenkstein der Turmerneuerung 1716 in der Westseite. Langhaus und Chor: Aus Backstein, kleiner Saalbau mit Spiegelgewölbe und die Außenseite des Langhauses jeweils drei Rundbogenfenster, sind vollständig erneuert. Historische Ausstattungsstücke und zugehörige Anlagen: Folgende historische Ausstattungsstücke bilden mit der kath. Pfarrkirche in Stetternich eine Einheit im Sinne von § 2 (2) Satz 3 DSchG a) Hochaltar mit zwei Figuren, 2. Hälfte 18. Jahrhundert, aus der Schlosskapelle in Jülich b) Kanzel, 2. Hälfte 18. Jahrhundert, aus der Schlosskapelle Jülich. c) Taufstein mit Deckel, Marmor, 2. Hälfte 18. Jahrhundert, aus der Schlosskapelle Jülich. d) Zwei Seitenaltäre (geweiht Hl. Johannes Baptist und Hl. Anna) 1742, aus der Kartause Vogelsang e) Schmerzhafte Muttergottes (Figur), aus Kartause Vogelsang (in der Kirche steht eine Nachbildung) f) Orgelbühne, 1843, erweitert nach dem Zweiten Weltkrieg g) Beichtstuhl, angeschafft nach dem Ersten Weltkrieg, aber vor 1922. Die folgenden Bauteile sind nach § 2 (2) Satz 1 DSchG dem Denkmal zugehörigen Anlagen: In der Südwand des Kirchenschiffes außerhalb der Kirche eingemauert a) Fensterrippe und Kopf aus rotem Sandstein, 15. Jahrhundert (Gotik) b) Zwei Grabkreuzfragmente aus Blaustein von 1562 und 1674 | 1716            | 10.05.1990       | 55              |
| Lindenberger Mühle                                                | Lindenberger Mühle                                                | Stetternich Mühlenweg 9 Karte                         | Außerhalb der Burganlage Lindenberg liegt am Mühlengraben die Lindenberger Mühle, ein Winkelhof mit Wohnhaus aus Backstein von 1754 und Wirtschaftsbauten teilweise aus Fachwerk von 1760. Wohnhaus: Aus Backstein, zweigeschossig, vier und zwei Achsen. Hofseitiger Eingang, quergeteilte Tür mit Oberlicht, Holzstockfenster mit Sprosseneinteilung. Steiles Satteldach. Giebelseitig überdachtes Mühlrad und Datierung in Maueranker 1754 (die 7 ist heute nicht mehr vorhanden), Stützpfeiler zum Bach hin. Auf der Rückseite weisen alte stichbogige Ziegelstürze auf veränderte Fenstergrößen und Vermauerungen hin. Wirtschaftsbauten: Hofseitig Fachwerk mit breiten, liegenden ausgemauerten Gefach – Ankerbalkenkonstruktion mit Zapfenschlössern, Ständerbau, Satteldach. Zwei Toreinfahrten. Im Gebäudewinkel Sturzbalken des einen Tores mit Datierung 1760 und Inschrift. „VERWITTIBTE FREYFRAU VON EINATTEN; GEBOHRENE VON BOURSCHEID; ANNO 1760, DEN 22. JULY.“ | 1754            | 19.07.1993       | 73-01           |
| Gutshof Burg Wolfshoven                                           | Gutshof Burg Wolfshoven                                           | Stetternich Wolfshovener Straße 213 Karte             | Es handelt sich um eine vierseitige Hofanlage, welche an der Hauptstraße in Stetternich liegt. An der Straßenseite steht eine Scheune, ein überdachter Unterstellplatz mit alten Außenmauern und zwei Blausteinpfeilern, an der linken Hofseite ist ein Backstein-Wohnhaus und an der rechten Seite eine Scheune die teilweise mit Backsteinen verkleidet ist. Die rückwärtige Hofseite wird von einer Scheune und einer Garage begrenzt. a) Wohnhaus (erbaut 1858): Großer, fast freistehender Backsteinbau; zweigeschossig, Geschosshöhe im Erdgeschoss 3,85 m und im Obergeschoss 3,75 m; Grundriss – symmetrisch mit axialem Querflur und anschließendem Treppenhaus, alle Zimmereingänge zum Flur hin, sowie Durchgänge von Raum zu Raum, in den Räumen Fachwerktrennwände aus Fichtenholz mit Ziegelausfachung, Stuckdecken teilweise noch vorhanden. Flure mit quadratischen Fußbodenplatten aus Blaustein, hellem und rötlichem Marmor im Erdgeschoss und breite Fichtendielen im Obergeschoss. Zweiflügelige Fenstersprossen im Oberlicht aus Eiche (nur noch einige vorhanden). Walmdach teilweise noch mit alten Tonziegeln), Pfettendach mit liegendem Dachstuhl; Keller mit Tonnengewölbe. Hofseite: Siebenachsig mit Eingang in der Mittelachse, kastenförmiges Traufgesims mit gusseisernen Konsolen, Rechteckfenster, im Obergeschoss mit rechteckigen Überfangprofilen. Gartenseite: Fünfachsig mit Eingang in der Mittelachse, große breite Freitreppe; vor den Eckachsen zwei große Ecktürme, dreigeschossig, aus Backstein; in allen Geschossen Rundbogenfenster mit Mittelpfeiler, Dachgeschoss mit umlaufendem kleinen Zinnenkranz auf Rundbogenfries vorgekragt, je vier schmale Eckwarten. Straßenseite: Zweiachsig b) Mauer mit zwei Torpfeilern. Außenmauer (zur Straßenseite) der Scheune (2) und des überdachten Unterstellplatzes (4) aus Backstein. Torpfeiler (aus der Stadtbefestigung –3) sind Spolien aus Blaustein. c) Weg zum oder vor dem Wohnhaus (Hoffläche) mit alter Kieselpflasterung Burg Wolfshoven ist bedeutend für die Geschichte des Menschen im Sinne des § 2 (1) Satz 2 DSchG. Das Herrenhaus wurde 1858 vom Textil- und Tuchfabrikanten Grünewald aus Jülich gebaut. Er wollte auf diese Art und Weise die Lebensformen des Adels kopieren und folgte damit einer Mode, wie sie im aufstrebenden Großbürgertum seit Mitte des 19. Jahrhunderts üblich war. Das Gesamtbauwerk orientiert sich an den rheinischen Landesburgen und Schlössern (Ecktürme – derentwegen wird das Herrschaftshaus im Volksmund „Burg“ genannt) und den Berliner Bürgerhäusern (Mittelbau) des 19. Jahrhunderts. | 1858            | 12.01.1987       | 34              |
| Wendelinus - Kapelle                                              | Wendelinus - Kapelle                                              | Stetternich Wolfshovener Straße 217 Karte             | Es handelt sich um einen kleinen, barocken Backsteinsaalbau von 1774, auf einem älteren Vorgängerbau aus Holz, mit einem vorgelagerten, eingezogenem Türmchen, über dem Turm eine kleine achtseitige Laterne mit einer kleinen Glocke und Wetterhahn, verschiefertes Mansarddach, vier Rundbogenfenster, je einem an den Längs- und zwei an der Straßenseite, und dreiachtel Chorabschluss. Portal mit Haupteinfassung, darüber segmentbogige Mariennische mit Statue. Innen: Saal mit Tonnengewölbe und Tonplattenfußboden. Historische Ausstattung: Folgende historische Ausstattungsstücke bilden mit der Wendelinus-Kapelle eine Einheit im Sinne von § 2 (2) Satz 3 GSchG a) neugotischer Altar mit hölzernen Statuen (vor 1774) des Heiligen Wendelinus und Rochus b) auf besonderen Postamenten zwei Engelsfiguren und die der Heiligen Franz von Assisi und Antonius von Padua, aus Holz c) vier neugotische Bänke Begründung der Denkmaleigenschaft: Die Wendelinus-Kapelle in Stetternich ist gemäß den Anschauungen und Bedürfnissen der mittelalterlichen Volksfrömmigkeit bedeutend für die Geschichte des Menschen im Sinne des § 2 (1) Satz 2 DSchG. Sie gehört zu den Kleineren, heute kaum bekannten Wallfahrtsstätten des Rheinlandes. Ihr Name geht auf den Heiligen Wendelinus zurück, der im 6. Jahrhundert als Einsiedler oder Mönch bei Trier gelebt hatte. Er wurde zum Helfer der Bauern, indem er sich besonders des kranken Viehs annahm. Im Mittelalter wurde er zum Mönchheiligen ernannt, zu dessen Grab man nun pilgerte. Dem Wendelin wurden jedoch weniger Pfarrkirchen, als vielmehr Altäre und vor allem viel Kapellen geweiht. Am Fest des Heiligen Wendelin wird in Stetternich auf seine Fürbitte hin Schutz vor Krankheit bei Mensch und Tier, vor allem Groß- und Kleinvieh erfleht. | 1774            | 06.02.1987       | 40              |
| Marienkapelle                                                     | Marienkapelle                                                     | Welldorf Jülicher Straße / Ecke Fuchsend Karte        | Es handelt sich um eine kleine, zweijochige Wegekapelle von 1887 aus dunkelrotem Backstein mit Formsteinen in den Spitzbogenfenstern: Strebepfeiler und Bogenfries mit gelbem Backstein abgesetzt in neugotischen Formen. Sie ist ein viereckiger Bau im Innenraum und einem 3/8-Chorschluss und steht am Ortseingang aus Richtung Jülich. Der Eingangsgiebel besteht aus drei Blendbogen in neugotischen Stil (spitzbogig), im mittleren Eingang – Tür (doppelflügelig)mit Oberlicht – darüber eine Tafel mit folgender Inschrift: SCHMERZHAFTE MUTTER GOTTES BITTE FÜR UNS ERRICHTET VON MATHIAS HUCKO FÜR WELLDORF IM JAHRE 1887 Satteldach (neu) mit (Beton)-platten und Deckenhaut (Eternit) bedeckt (früher Schiefer), auf dem First altes gusseisernes Kreuz. Traufenseitig zwei (dreifache) Blendbogen (Neugotisch) mit jeweils einem Spitzbogenfenster – davon das 1. zugemauert (von Anfang an), das 2. mit hellem Fensterglas (früher bunt) – Strebepfeiler und Bogenfries mit gelbem Backstein abgesetzt. Rückseite mit Blendbogen und Dach abgewalmt. Innen ist ein Kreuzrippengewölbe, Inneneinrichtung besteht aus einem Gitter, Fußboden (Ornamentplatten) und Altar mit neugotischer Marienstatue. Die Wegekapelle in Jülich-Welldorf ist bedeutend für die Geschichte der Menschen und zwar: Sie ist als Zeugnis der Volksfrömmigkeit des 19. Jahrhunderts von zeitgeschichtlicher Bedeutung. Als Station der örtlichen Prozessionen (mehrfach im Jahr) ist sie ebenfalls von ortsgeschichtlicher Bedeutung. | 19. Jh.         | 30.06.1986       | 17              |
| Hofanlage                                                         | Hofanlage                                                         | Welldorf Weiherstraße / Ecke Spieler Weg Karte        | Es handelt sich um eine große, vierflügelige Hofanlage aus Backstein, deren Gebäude alle – bis auf niedrige Anbauten des 20. Jh. bis Mitte des 19. Jh. entstanden sind. Der stattliche, bürgerliche Wohnhaus ist zum Garten und zum Hof orientiert. Es wird von zwei niedrigeren Stalltrakten flankiert. Eine große Scheune schließt den Hof zur Weiherstraße hin ab. Der Hof wird durch zwei Toreinfahrten, die in den Hofecken angeordnet sind, erschlossen. Wohnhaus: Zweigeschossig zu fünf Achsen, mit Eingängen von Hof und vom Garten aus in der Mittelachse; Giebelfronten dreiachsig; Krüppelwalmdach mit bräunlichen Rheinlandpfannen; einfacher Ziegelfries an den Traufkanten, diagonal verlegte Ziegel im Ortgang. Die Hofanlage ist bedeutend für die Geschichte des Menschen, für Siedlungen oder für die Entwicklung der Arbeits- und Produktionsverhältnisse, weil es sich bei dieser typischen, vierflügeligen rheinischen Hofanlage aus Backstein um den seltenen Fall einer einheitlich entstandenen Gebäudegruppe aus der Mitte des 19. Jh. handelt. | 19. Jh.         | 25.06.1986       | 15              |
| Wegekapelle                                                       | Wegekapelle                                                       | Welldorf Weiherstraße / Ecke Spieler Weg Karte        | Bei der Wegekapelle handelt es sich um einen kleinen Backsteinbau mit Satteldach und 3/8-Schluss. Er stammt aus der Mitte des 19. Jh. wie auch die Hofanlage, an der Grundstücksgrenze – von hohen Bäumen flankiert – er steht. Links schließt die Grundstücksmauer an, rechts führt ein Törchen zum Grundstück. Der Vorderbau der Kapelle wurde nach Kriegszerstörung erneuert. In der zur Straße orientierten Giebelseite ist die Kapelle spitzbogig geöffnet. Der Kapellenraum ist durch eine zurückgesetzte, verputzte Fachwerkwand mit doppelflügeliger Fenstertür und Seitenfenster geschlossen. Fenstertür und Seitenfenster sind in neugotischen Formen mit Holzgitter gestaltet. Der Kapellenraum enthält ein barockes Kruzifix aus Holz, das offensichtlich aus anderen Zusammenhängen übernommen ist. Der frühere Holzaltar ist durch einen einfachen Tisch ersetzt. Über dem Kruzifix ist noch eine runde, in Putz eingelassene Holzplatte zu erkennen, deren Bemalungsreste überputzt sind. Die Rückseite der Kapelle weist zwei spitzbogige Fensteröffnungen sowie ein in dunkleren Ziegeln gemauertes Kreuz auf. Die Wegekapelle ist bedeutend für die Geschichte des Menschen, als gutes Beispiel der Volksfrömmigkeit im 19. Jahrhundert und insofern von orts- und zeitgeschichtlichem Wert. Künstlerische Gründe für Erhaltung und Nutzung beziehen sich insbesondere auf die Qualität des neugotisch gestalteten Eingangsbereichs sowie auf das barocke Kruzifix. Wissenschaftliche Gründe für Erhaltung und Nutzung sind insbesondere architektur- und ortsgeschichtlicher Art. Volkskundliche Gründe für Erhaltung und Nutzung beziehen sich auf die Funktion der Kapelle als Gebetsstätte. Städtebauliche Gründe für Erhaltung und Nutzung beziehen sich auf den ortsbildprägenden Charakter der Kapelle im Zusammenhang mit der dahinterliegenden zeitgleichen, großen Hofanlage. | 19. Jh.         | 02.07.1986       | 19              |
| Fachwerkhaus                                                      | Fachwerkhaus                                                      | Welldorf Weiherstraße 9 Karte                         | Es handelt sich um ein 1 ½-geschossiges Wohnhaus mit einem seltenen originalen, aus dem 15./16. Jh. stammenden Fachwerkgiebel. Das Wohnhaus ist ansonsten weitgehend erneuert. Der Fachwerkgiebel zeigt Stockwerkbauweise mit engstehenden Ständern auf vorspringendem Sockelgeschoss aus Mauerwerk (nicht unterkellert), das im unteren Bereich verputzt ist. Das Erdgeschoss weist segmentbogig gestaltete Sturzriegel unterhalb des profilierten Stockgesimses auf. In einigen Gefachen kann man die Falz der ursprünglich schmalen Fenster erkennen. Die vergrößerten Fenster sind 1982 einflügelig mit Butzenscheiben und rustikaler Holzrahmung erneuert worden. Die Gefache weisen Zierausmauerung auf (teilweise erneuert). Das Wohnhaus ist bedeutend für die Geschichte des Menschen und seiner Siedlungen weil der Fachwerkgiebel des Wohnhauses in Jülich-Serrest, Weiherstraße 9 ein seltener Fall originale erhaltener Fachwerkkonstruktion des 15./16. Jh. und wahrscheinlich die älteste erhaltene Fachwerkkonstruktion der Stadt Jülich darstellt. Für die Erhaltung des Wohnhauses Serrest, Weiherstr. 9, mit seinem seltenen Fachwerkgiebel sprechen wissenschaftliche Gründe, insbesondere bau- und ortsgeschichtlicher Natur. Städtebauliche Gründe für Erhaltung und Nutzung beziehen sich auf den ortsbildprägenden Charakter des Fachwerkgiebels | 15.–16. Jh.     | 30.06.1986       | 18              |